# Lịch sử tư tưởng kinh tế
Lịch sử tư tưởng kinh tế là lịch sử của các nhà tư tưởng và học thuyết kinh tế chính trị và kinh tế học từ thời cổ đại đến ngày nay. Lịch sử tư tưởng kinh tế gồm nhiều trường phái tư tưởng kinh tế khác nhau. Các tác gia Hy Lạp cổ đại như triết gia Aristotle xem xét những ý tưởng về nghệ thuật đạt được sự giàu có và nêu ra câu hỏi liệu tài sản tốt nhất là nên nằm trong tay cá nhân hay công cộng. Vào thời Trung cổ, các học giả như Thomas Aquinas tranh luận rằng các doanh nghiệp có nghĩa vụ về mặt đạo đức phải bán hàng hóa ở mức giá công bằng.
Triết gia người Scotland Adam Smith thường được trích dẫn là cha đẻ của kinh tế học hiện đại bởi tác phẩm kinh điển của ông Sự giàu có của các quốc gia. Những ý tưởng của ông được xây dựng dựa trên công trình của những người đi trước trong thế kỷ 18. Cuốn sách của ông xuất hiện vào thời kỳ ngay trước cuộc cách mạng công nghiệp Anh và gắn với nhiều thay đổi lớn trong nền kinh tế.
Những người tiếp nối của Smith bao gồm các kinh tế gia kinh điển như linh mục Thomas Malthus, Jean-Baptiste Say, David Ricardo và John Stuart Mill. Họ tìm hiểu cách mà các giai cấp địa chủ, tư bản và người lao động sản xuất và đóng góp vào sản lượng quốc gia và mô hình hóa các ảnh hưởng của dân số và thương mại quốc tế. Tại London, Karl Marx đã nghiên cứu hệ thống tư bản chủ nghĩa mà ông cho rằng có bản chất là sự bóc lột giá trị thặng dư. Từ khoảng năm 1870, các kinh tế gia tân cổ điển tìm cách xây dựng kinh tế học dựa trên toán học và khoa học thống kê tách biệt ra khỏi chính trị.
Sau những cuộc chiến vào đầu thế kỷ 20, John Maynard Keynes dẫn đầu một học thuyết cổ súy cho sự can thiệp của chính quyền vào các vấn đề kinh tế bằng chính sách tài khóa để kích thích nhu cầu và tăng trưởng. Khi thế giới chia rẽ giữa những nước tư bản chủ nghĩa (thế giới thứ nhất), cộng sản chủ nghĩa (thế giới thứ hai) và các nước nghèo (thế giới thứ ba), sự thống nhất thời hậu chiến cũng đổ vỡ. Những kinh tế gia như Milton Friedman và Friedrich von Hayek cảnh báo về việc chính phủ can thiệp quá nhiều và tập trung vào những học thuyết về sự thịnh vượng có thể đạt được thông qua chính sách tiền tệ và giảm bớt luật lệ cũng như can thiệp.
Những chính sách Keynes bắt đầu thất thế từ những năm 1970 với sự xuất hiện của cái gọi là trường phái tân cổ điển, với những nhà lý luận chủ đạo như Robert Lucas và Edward Prescott. Những nhà kinh tế học Keynes mới phản bác lại và gây ra một cuộc tranh luận kéo dài trong kinh tế học vĩ mô. Những nhà kinh tế học phát triển như Amartya Sen và kinh tế học thông tin như Joseph Stiglitz cũng giới thiệu các ý tưởng mới đối với tư tưởng kinh tế.

## Tư tưởng kinh tế sơ khai
Những cuộc trao đổi sớm nhất về kinh tế học có từ thời cổ đại. Khi đó, và cho tới cuộc cách mạng công nghiệp, kinh tế học không phải là một ngành khoa học riêng rẽ mà là một bộ phận của triết học. Ở Athens cổ đại, một xã hội dựa trên chế độ sở hữu nô lệ đồng thời với nền dân chủ thị dân, cuốn sách Nền cộng hòa của Plato đã có đề cập tới lao động và sản xuất. Nhưng học trò của ông Aristotle mới bắt đầu đưa ra những lập luận rõ ràng và quen thuộc, hiện vẫn còn được dẫn lại trong kinh tế học.

### Aristotle
Tác phẩm Chính trị học (khoảng 350 trước công nguyên) của Aristotle chủ yếu phân tích những hình thức khác nhau của nhà nước (quân chủ, quý tộc, lập hiến, độc tài, tập đoàn trị, dân chủ) như một phê bình với những ủng hộ của Plato dành cho một giai cấp thống trị bao gồm "các vị vua về triết học". Riêng với các kinh tế gia, Plato vẽ ra một xã hội dựa trên cơ sở sở hữu chung về các nguồn lực. Aristotle coi mô hình này thực chất là kiểu chính quyền tập đoàn trị đáng lên án. Trong Chính trị học, quyển hai, phần năm, ông lập luận rằng,
Tài sản trong một số trường hợp nhất định có thể sở hữu chung, nhưng nhìn chung phải là sở hữu tư nhân; vì mỗi người đều có lợi ích khác nhau, sở hữu tài sản tư nhân sẽ khiến mọi người không phải than phiền về nhau và có thể tiến bộ tốt hơn vì mỗi người tự xử trí lấy công việc và tài sản của mình... Hơn nữa, lòng tốt giúp đỡ bạn bè, các vị khách hay những người đồng sự mang tới sự hài lòng lớn, mà một người chỉ có thể làm được như thế nếu có sở hữu tài sản cá nhân. Những lợi ích này mất đi dưới sự hợp nhất cực đoan về tài sản từ nhà nước.

Dù Aristotle chắc chắn cũng ủng hộ nhiều thứ phải được sở hữu chung, ông lập luận rằng mọi thứ không thể là sở hữu chung, đơn giản vì "bản chất độc ác của con người". "Rõ ràng tốt hơn là tài sản phải thuộc sở hữu tư nhân", Aristotle viết, "nhưng việc sử dụng cho mục đích chung, và một số ngành nghề đặc biệt cũng cần sự sở hữu tài sản chung mà các nhà lập pháp phải ấn định". Trong Chính trị học, quyển 1, Aristotle thảo luận về bản chất chung của hộ gia đình và trao đổi trên thị trường. Với ông, có những hoạt động nhất định thuộc về một kiểu "nghệ thuật làm giàu". Tiền bạc chỉ có mục đích duy nhất là trung gian cho sự trao đổi, nghĩa là bản chất tiền bạc "vô giá trị... không hữu ích theo nghĩa là một phương tiện cho các nhu cầu cần thiết của đời sống".
Tuy nhiên, vì tính phương tiện của tiền, nhiều người bị ám ảnh bởi việc tích tụ tiền bạc. "Làm giàu" cho một hộ gia đình là việc "cần thiết và đáng vinh danh", trong khi chỉ đơn giản tích tụ tiền bạc vì sự ảm ảnh là "thiếu danh dự". Aristotle cũng là một người phản đối việc làm giàu bằng các phương tiện độc quyền.

### Thời Trung cổ
Thomas Aquinas (1225-1274) là một nhà thần học người Ý và là một tác giả về các vấn đề kinh tế. Ông giảng dạy ở cả đại học Cologne và đại học Paris, và là một thành viên trong nhóm các học giả Công giáo La Mã trường phái Triết học kinh viện, những người không chỉ tranh luận về thần học, mà đưa các vấn đề sang cả địa hạt triết học và khoa học. Trong tác phẩm của ông, Summa Theologica, Aquinas nêu ra ý tưởng về giá cả công bằng, mà ông cho rằng cần thiết để tạo ra một xã hội trật tự. Có nhiều điểm rất giống với khái niệm hiện đại về sự cân bằng trong dài hạn, giá công bằng được coi là giá vừa đủ để bù đắp cho các chi phí sản xuất, bao gồm việc trả lương cho người lao động đủ nuôi sống bản thân và gia đình. Ông lập luận sẽ là vô đạo đức nếu người bán nâng giá đơn giản vì người mua có nhu cầu bức thiết cho một sản phẩm.
Aquinas trao đổi về nhiều đề tài thông qua hình thức hỏi-đáp, trong đó có một phần đáng kể bàn luận về học thuyết của Aristotle. Những câu hỏi 77 và 78 trong Summa Theologica liên quan tới các vấn đề kinh tế, chủ yếu là giá công bằng, và sự trung thực của người bán trong việc phân phát các hàng hóa bị lỗi. Aquinas lập luận chống lại bất cứ hình thức lừa gạt nào về đề xuất phải trả đền bù đi kèm với hàng hóa bị lỗi. Trong khi luật của con người có thể không xử lý được những giao dịch bất công, những kẻ lừa gạt vẫn sẽ phải chịu trách nhiệm trước Chúa, theo quan điểm của Aquinas. Một trong những nhà phê bình chính của Aquinas là Duns Scotus (1265-1308) với tác phẩm Sententiae (1295).
Gốc gác ở Duns, Scotland, ông dạy ở các đại học Oxford, Cologne và Paris. Scotus cho rằng có thể tính được giá công bằng chính xác hơn so với đề xuất chỉ về mặt ý tưởng của Aquinas, dựa trên chi phí lao động và các chi phí khác, dù ông thừa nhận chi phí khác là khó định lượng vì người mua và người bán thường có suy nghĩ khác nhau về việc thế nào là giá công bằng. Nếu các bên tham gia không được hưởng lợi từ giao dịch, theo quan điểm của Scotus, họ sẽ không tiến hành trao đổi. Scotus cũng bênh vực các thương buôn vì họ có vai trò hữu ích và cần thiết cho xã hội, vận chuyển hàng hóa và đưa chúng đến cộng đồng.

## Chủ nghĩa trọng thương và chủ nghĩa dân tộc
Bắt đầu từ thời kỳ suy thoái của các lãnh chúa phong kiến thời Trung cổ, những khuôn khổ mới cho kinh tế ở tầm mức quốc gia bắt đầu được củng cố. Từ năm 1492 với những cuộc thám hiểm như của Christopher Columbus, những cơ hội thương mại mới mở ra với Tân thế giới và châu Á. Những nhà quân chủ hùng mạnh muốn tập trung quyền lực và củng cố sự thống nhất nhà nước để tăng cường quyền lãnh đạo của họ. Chủ nghĩa trọng thương trở thành một phong trào chính trị và một học thuyết kinh tế ủng hộ việc sử dụng sức mạnh quân sự của nhà nước để giành giật các thị trường và bảo vệ những nguồn tài nguyên cướp bóc được.
Những người trọng thương tin rằng thương mại quốc tế là những giao dịch có tổng bằng không. Vì tiền bạc và vàng là những nguồn duy nhất cho sự giàu có và số lượng tài nguyên có thể chia sẻ giữa các quốc gia là giới hạn. Cho nên, các loại thuế được sử dụng để khuyến khích xuất khẩu (có nghĩa là mang về nhiều tiền bạc hơn cho đất nước) và hạn chế nhập khẩu (tức là chi tiêu ra nước ngoài). Nói cách khác, phải luôn duy trì thặng dư trong cán cân thương mại. Thực ra, khái niệm chủ nghĩa trọng thương chỉ bắt đầu được sử dụng với các nghĩa đầy đủ nói trên từ cuối năm 1763 bởi Victor de Riqueti, marquis de Mirabeau, và trở nên phổ biến nhờ Adam Smith, người quyết liệt chống lại những ý tưởng của chủ nghĩa trọng thương.

### Thomas Mun
Doanh nhân người Anh Thomas Mun (1571-1641) đại diện cho chính sách trọng thương thời kỳ đầu qua cuốn sách của ông, England's Treasure by Foraign Trade (Ngân khố của nước Anh qua thương mại với nước ngoài). Dù tới năm 1664 nó mới được xuất bản, cuốn sách đã được phổ biến rộng dưới dạng bản thảo trước đó. Mun là một thành viên của Công ty Đông Ấn Anh và đã trình bày về những trải nghiệm của ông trong cuốn A Discourse of Trade from England unto the East Indies (1621, Ghi chép về thương mại từ Anh tới Đông Ấn).
Theo Mun, thương mại là cách duy nhất để tăng ngân khố cho nước Anh (tức là sự giàu có của quốc gia) và để theo đuổi điều đó, ông đề xuất một số phương án hành động. Nhập khẩu cần phải tính toán kỹ để tăng lượng hàng hóa có thể xuất khẩu, tăng việc sử dụng đất đai và các tài nguyên thiên nhiên khác để giảm bớt nhu cầu nhập khẩu, giảm thuế xuất khẩu đánh vào các hàng hóa sản xuất nội địa từ nguyên vật liệu nước ngoài, và xuất khẩu những hàng hóa có cầu không co giãn vì có thể thu được nhiều tiền hơn với mức giá cao hơn.

### Philipp von Hörnigk
Philipp von Hörnigk (1640-1712, đôi khi có họ là Hornick hoặc Horneck) sinh ở Frankfurt am Main và trở thành nhân viên nhà nước ở Áo vào giai đoạn đất nước ông bị đe dọa liên tục bởi những cuộc xâm lăng của Đế chế Ottoman. Trong tác phẩm Österreich Über Alles, Wann es Nur Will (1684, Nước Áo trên tất cả, nếu muốn) ông đã nêu ra những tuyên bố rõ ràng về chính sách trọng thương. Ông liệt kê chín nguyên tắc cơ bản của nền kinh tế quốc gia.
Một, xử lý vấn đề đất đai canh tác của quốc gia với sự thận trọng tối đa, không để trống bất cứ khoảnh đất nào có thể canh tác. Hai, tất cả hàng hóa trong một quốc gia không thể sử dụng ở dạng thô cần phải được sản xuất bên trong quốc gia. Ba, cần chú ý tới vấn đề dân số, để dân không tăng quá mức mà đất nước có thể đáp ứng. Bốn, vàng và bạc không bao giờ được rời quốc gia trong bất cứ tình huống nào. Năm, người dân bản địa phải luôn sử dụng hàng hóa quốc nội. Sáu, hàng hóa nước ngoài phải được mua không phải bằng vàng hay bạc, mà bằng đổi hàng lấy hàng. Bảy, hàng hóa nhập khẩu phải được nhập ở dạng nguyên liệu thô, và chế tạo trong nước. Tám, phải ngày đêm tận dụng các cơ hội bán những hàng hóa dư thừa trong nước sản xuất được ra nước ngoài, dưới dạng hàng hóa chế tạo. Và chín, không cho phép nhập khẩu trong bất cứ tình huống nào mà nguồn cung trong nước có thể đáp ứng.
Chủ nghĩa dân tộc, tinh thần tự cung tự cấp và quyền lực nhà nước là những nguyên tắc cơ bản được đề xuất từ những người theo chủ nghĩa trọng thương.

### Jean-Baptiste Colbert
Jean-Baptiste Colbert (1619-1683) là Bộ trưởng tài chính dưới thời vua Louis XIV của Pháp. Ông đã lập nên phường hội cho các ngành công nghiệp lớn. Lụa, vải sợi, thảm, đồ nội thất và rượu là những mặt hàng mà nước Pháp chuyên sản xuất, tất cả những nhà sản xuất các mặt hàng này phải gia nhập phường hội để thúc đẩy xuất khẩu. Điều này tồn tại cho tới cuộc Cách mạng Pháp. Theo Colbert "đơn giản, và chỉ có, tiền bạc dồi dào tạo ra sự khác biệt trong sức mạnh giữa các nhà nước".

## Thời kỳ khai sáng ở Anh
Nước Anh đã trải qua thời kỳ bất ổn nhất vào thế kỷ 17 với những chia rẽ về chính trị và tôn giáo như cuộc nội chiến Anh, việc xử tử vua Charles I và nền độc tài của Cromwell, chưa kể dịch hạch và những trận hỏa hoạn. Nền quân chủ được khôi phục dưới thời Charles II, người có cảm tình với Công giáo La Mã, nhưng người kế vị của ông James II lại nhanh chóng bị lật đổ. Được mời vào thay thế là William của Orange theo Tin lành và nữ hoàng Mary II, người đã phê chuẩn Đạo luật về các quyền 1689 đảm bảo quốc hội chiếm ưu thế trên chính trường trong cuộc Cách mạng Vinh Quang. Chính sách mới đã chứng kiến những tiến bộ khoa học lớn, bao gồm việc Robert Boyle phát minh ra định luật Boyle-Mariotte (1660) và Sir Isaac Newton xuất bản tác phẩm Các nguyên lý toán học của triết học tự nhiên (1687) mô tả ba định luật cơ bản về chuyển động và định luật vạn vật hấp dẫn. Tất cả những nhân tố này góp phần vào thúc đẩy tư tưởng kinh tế. Chẳng hạn, Richard Cantillon (1689-1734) đã sao chép những ý tưởng của Newton về các lực và trọng lực trong tự nhiên sang cho con người và cạnh tranh thị trường trong kinh tế. Trong tác phẩm Essay on the Nature of Commerce in General (Tiểu luận về bản chất của thương mại tổng quát), ông lập luận rằng tư lợi duy lý trong một hệ thống thị trường tự do sẽ dẫn tới giá cả phù hợp và có trật tự. Không như những người theo chủ nghĩa trọng thương, ông lập luận rằng sự giàu có không phải có nguồn gốc từ thương mại, mà từ lao động. Người đầu tiên đưa những ý tưởng này vào một khung phân tích chính trị là John Locke.

### John Locke

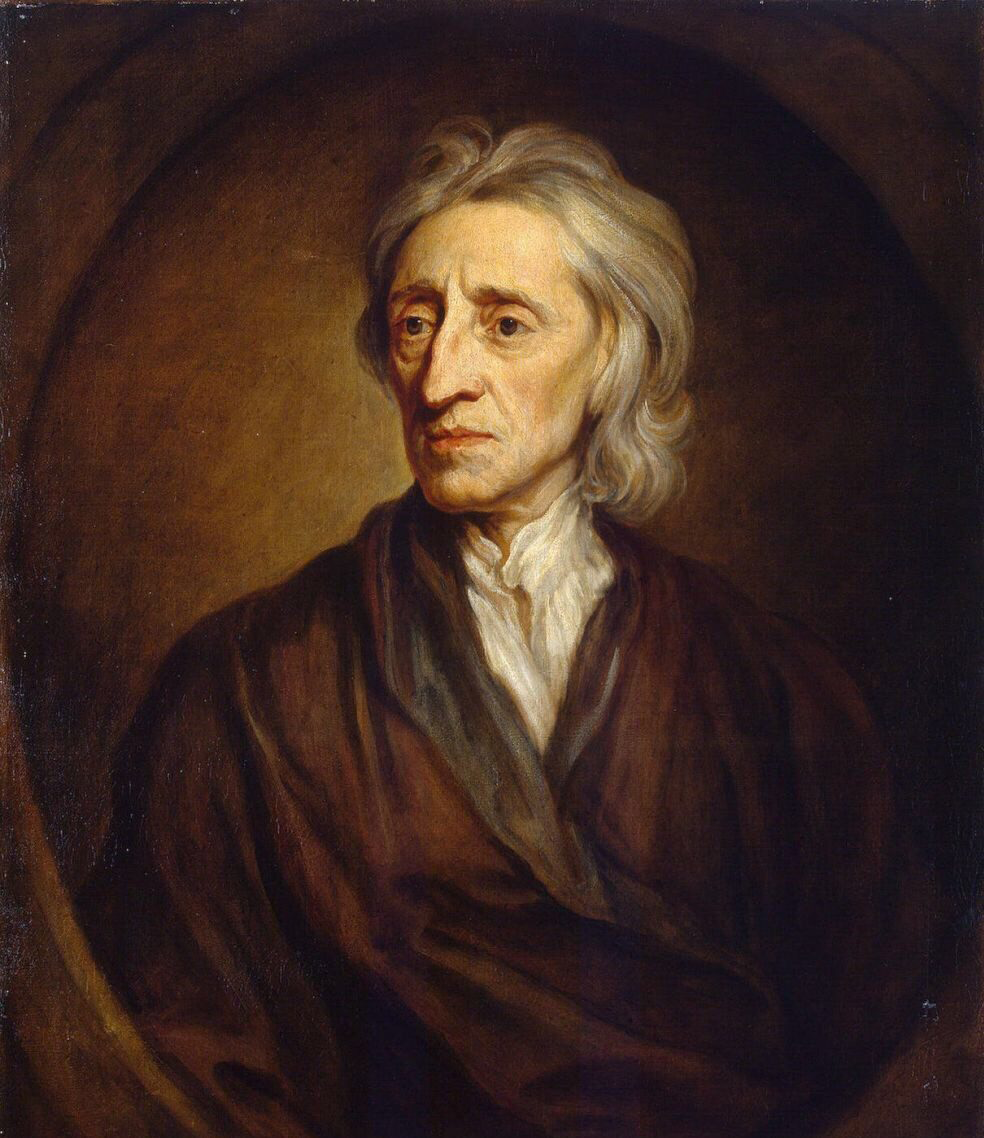
John Locke.

John Locke (1632–1704) sinh gần Bristol và theo học ở London và Oxford. Ông được coi là một trong những nhà triết học quan trọng nhất của thời kỳ này vì việc phát triển học thuyết về khế ước xã hội và những phê bình của ông với Thomas Hobbes, người bảo vệ sự chuyên quyền của nhà nước trong tác phẩm Leviathan. Locke tin rằng người dân có hợp đồng với nhà nước trong một xã hội về việc bảo vệ các quyền tài sản của họ. Ông xác định tài sản với khái niệm rộng, bao gồm cả sinh mạng và các quyền tự do của con người, cũng như của cải của họ. Khi con người kết hợp lao động với tài sản, thì quyền tài sản hình thành. Trong tác phẩm Second Treatise on Civil Government (1689, Tiểu luận thứ hai về chính quyền dân sự), ông viết
Chúa trao thế giới cho con người... Nhưng mỗi người có quyền tài sản với chính bản thân mình. Lao động từ cơ thể chúng ta và đôi bàn tay chúng ta là của chúng ta. Kết hợp cơ thể đó, đôi bàn tay đó với lao động và con người tạo ra tài sản cho mình.

Locke lập luận rằng chính quyền không chỉ không được phép can thiệp vào tài sản của người dân (tức sinh mạng, quyền tự do và của cải của họ) mà còn phải tích cực bảo vệ cho người dân. Quan điểm về giá và tiền tệ của ông được trình bày trong bức thư gửi cho một thành viên nghị viện năm 1691 với tựa đề Some Considerations on the Consequences of the Lowering of Interest and the Raising of the Value of Money (1691, Một số đánh giá về hậu quả của việc giảm lãi suất và tăng giá trị đồng tiền). Locke lập luận rằng giá của một hàng hóa tăng hay giảm, phụ thuộc vào tỉ lệ số người mua và số người bán.

### Dudley North

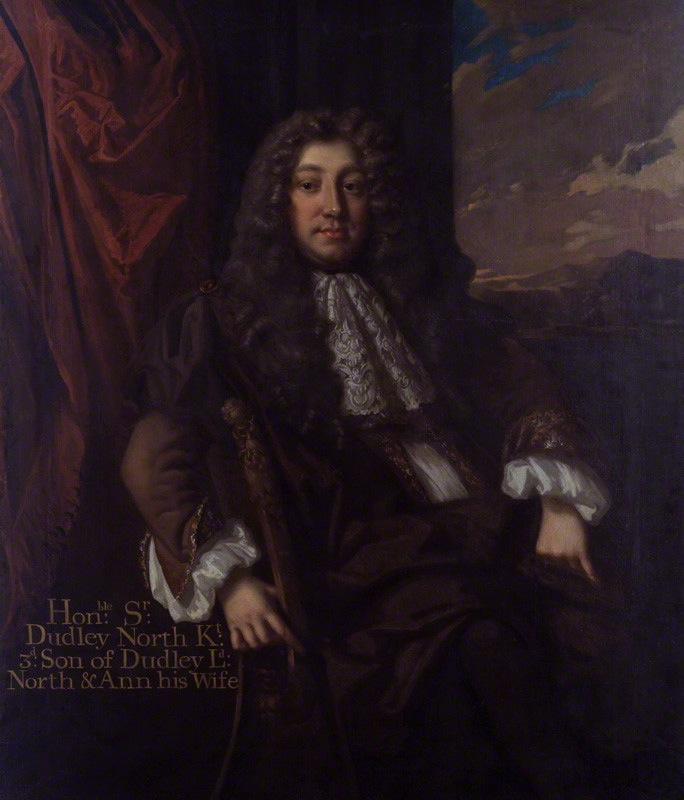
Dudley North

Dudley North (1641–1691) là một thương nhân và chủ đất giàu có. Ông làm quan chức trong Bộ tài chính Anh và phản đối lại hầu hết các chính sách của trường phái trọng thương. Trong Discourses upon trade (1691, Tiểu luận về thương mại), được ông xuất bản nặc danh, North lập luận rằng đòi hỏi có cán cân thương mại có lợi là sai. Thương mại, theo lập luận của ông, có lợi cho cả hai bên, tăng cường chuyên biệt hóa, phân công lao động trong sản xuất và làm tăng sự giàu có cho tất cả mọi người. Quy định về thương mại can thiệp vào thương mại tự do do đó sẽ làm giảm sự giàu có chung.

### David Hume
David Hume (1711–1776) đồng ý với lý thuyết của North và bác bỏ những giả thuyết của chủ nghĩa trọng thương. Những đóng góp của ông được nêu lên trong Political Discourses (1752, Tiểu luận chính trị học), sau đó được củng cố thêm trong Essays, Moral, Political, Literary (1777, Những bài luận, đạo đức, chính trị, văn học). Hume cho rằng đòi hỏi về cán cân thương mại không chỉ là sai, mà còn là không thể trong bất cứ trường hợp nào. Hume cho rằng bất cứ thặng dư từ xuất khẩu nào cũng sẽ phải đổi lại bằng việc nhập khẩu vàng và bạc. Điều này chỉ làm tăng cung tiền và khiến giá cả trong nền kinh tế tăng lên. Khi giá cả trong nền kinh tế tăng lên, đến lượt nó làm giảm xuất khẩu cho tới khi tình trạng cân bằng với nhập khẩu được tái lập.

## Trường phái trọng nông

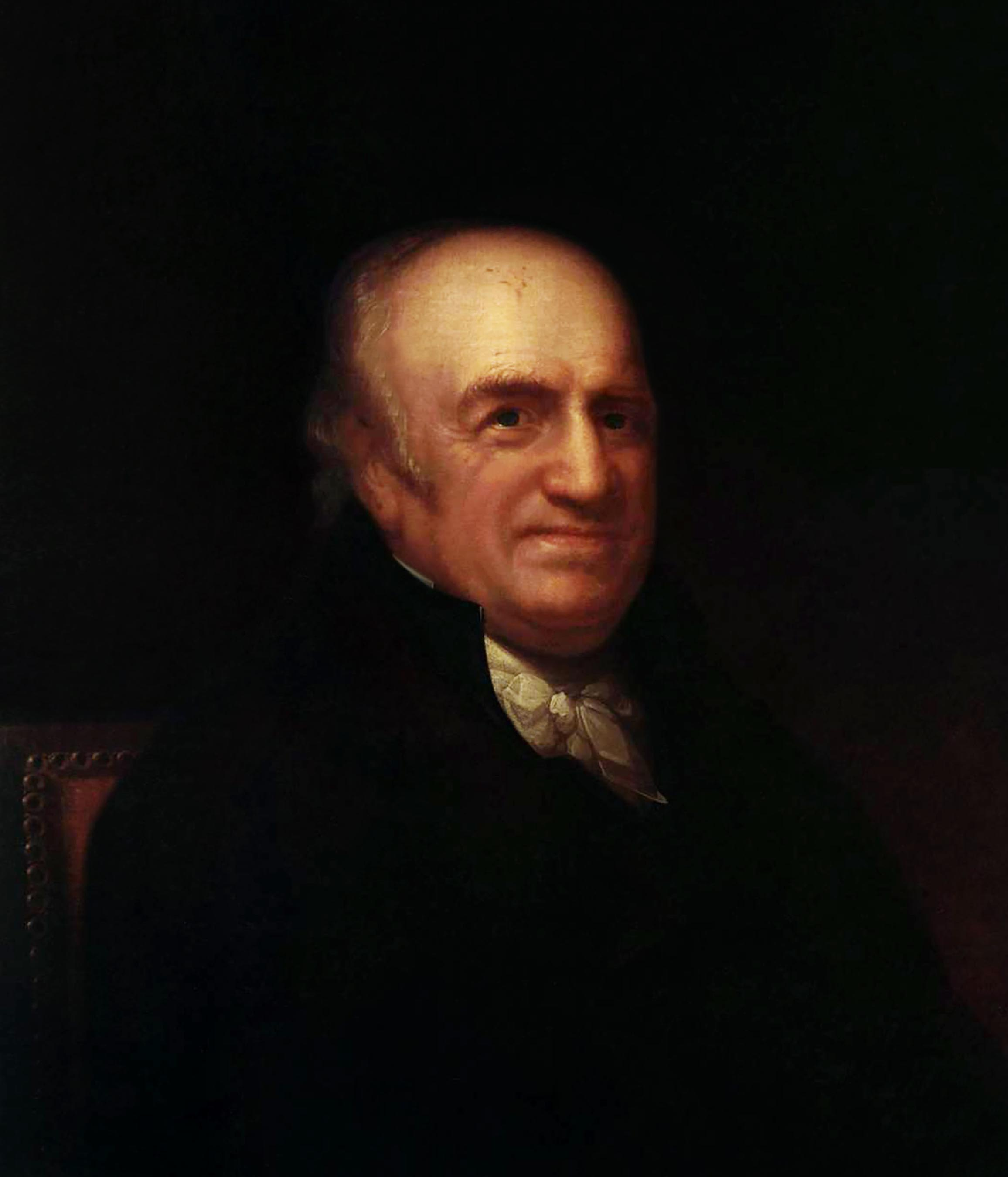
Pierre Samuel du Pont de Nemours, một nhân vật lớn của trường phái trọng nông, di cư sang Mỹ và con trai ông đã thành lập hãng DuPont, hãng hóa chất lớn thứ hai thế giới.

Cũng bất đồng với quan điểm của chủ nghĩa trọng thương, một người Pháp tên là Vincent de Gournay (1712–1759) đã trở nên nổi tiếng khi đặt câu hỏi tại sao lại khó đạt được thương mại tự do như thế. Ông là một trong những người đầu tiên của chủ nghĩa trọng nông trong kinh tế. Trường phái này coi nông nghiệp là nguồn gốc của sự giàu có. Sử gia David B. Danbom viết rằng những người trọng nông "thù ghét các thành pố vì sự nhân tạo của chúng và ca ngợi đời sống tự nhiên. Họ ngưỡng mộ những nông dân." Vào cuối thế kỷ 17 và đầu thế kỷ 18, những tiến bộ lớn diễn ra trong khoa học tự nhiên và giải phẫu học, bao gồm việc phát hiện ra vòng tuần hoàn máu trong cơ thể người. Khái niệm này được những người theo chủ nghĩa trọng thương áp dụng, với đề xuất của họ về "dòng tuần hoàn thu nhập" chảy qua nền kinh tế.
François Quesnay (1694–1774) là ngự y của vua Louis XV của Pháp. Ông tin rằng thương mại và công nghiệp không phải là nguồn gốc cho sự giàu có, và trong cuốn sách của ông, Tableau économique (1758, Cái bàn kinh tế), Quesnay lập luận rằng thặng dư trong nông nghiệp, chảy vào nền kinh tế dưới hình thức tiền thuê, tiền lương và thương mại nông nghiệp, là động lực đích thực của nền kinh tế. Vì vậy, Quesnay lập luận, trước hết luật lệ làm cản trở dòng chảy thu nhập qua tất cả các giai cấp trong xã hội, do đó làm cản trở phát triển kinh tế. Thứ hai, thuế đánh vào các giai cấp sản xuất, như nông dân, phải giảm xuống, mà phải tăng thuế vào những tầng lớp không sản xuất, như chủ đất, vì cuộc sống xa hoa của họ bóp méo dòng chảy thu nhập. David Ricardo sau này chứng minh rằng thuế đánh vào đất thực chất là đánh vào chính những người tá điền, trong tác phẩm của ông Law of Rent (1809).
Jacques Turgot (1727–1781) sinh ở Paris trong một gia đình Norman. Tác phẩm nổi tiếng nhất của ông, Réflexions sur la formation et la distribution des richesses (1766, Những suy nghĩ về sự hình thành và phân bố của cải) phát triển học thuyết của Quesnay cho rằng đất đai là nguồn gốc của sự giàu có. Turgot chia xã hội thành ba giai cấp: giai cấp sản xuất nông nghiệp, giai cấp ăn lương và giai cấp sở hữu đất. Ông lập luận rằng chỉ nên đánh thuế dựa trên sản phẩm làm từ đất đai và ủng hộ tự do hoàn toàn cho thương mại cũng như công nghiệp.
Tháng 8 năm 1774, Turgot được bổ nhiệm làm bộ trưởng tài chính và trong hai năm ông đã tiến hành nhiều biện pháp chống lại các quan điểm trọng thương và quan điểm phong kiến được nhà vua ủng hộ. Trong một tuyên bố về những nguyên tắc làm việc của ông, được gửi cho nhà vua, Turgot nêu luận điểm ba không: "không để nhà nước phá sản, không tăng thuế, không vay mượn." Ước muốn cuối cùng của Turgot là chỉ đánh duy nhất một loại thuế lên đất và bỏ các loại thuế gián thu khác, nhưng các biện pháp của ông gặp phải sự chống đối quyết liệt từ những người sở hữu đất. Hai sắc lệnh, một yêu cầu giảm số tiền tô tá điền phải nộp cho chủ đất (thường là quý tộc) và một loại bỏ các đặc quyền của những phường hội, đặc biệt gặp phải sự chống đối mạnh mẽ. Ông buộc phải từ chức năm 1776.

## Adam Smith vàSự giàu có của các quốc gia

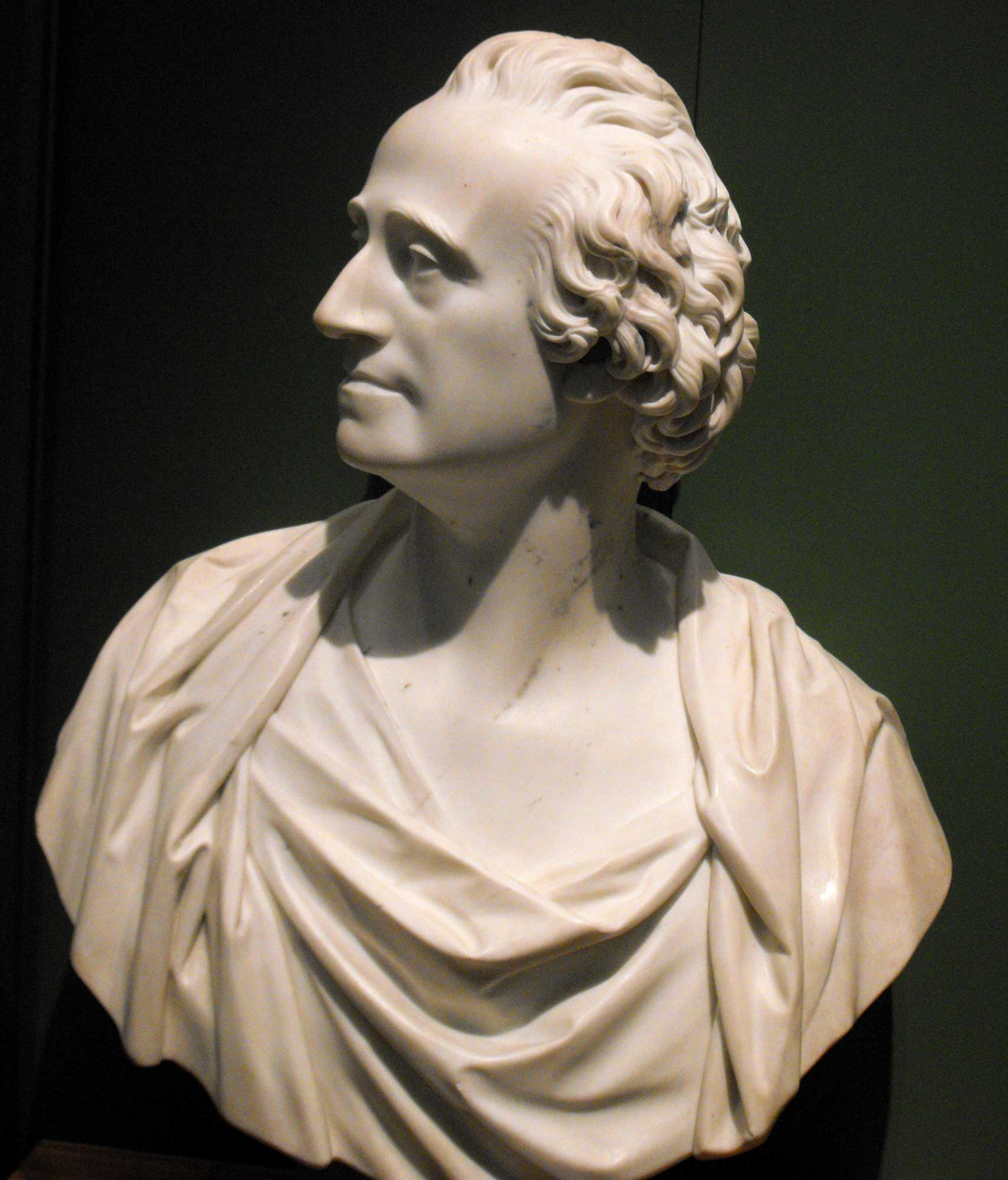
Adam Smith, cha đẻ của kinh tế chính trị học hiện đại.

Adam Smith (1723–1790) được thừa nhận rộng rãi là cha đẻ của kinh tế chính trị học hiện đại. Việc xuất bản tác phẩm Tìm hiểu về bản chất và nguồn gốc của cải của các quốc gia (hay Sự giàu có của các quốc gia) năm 1776 trùng hợp không chỉ với cuộc Cách mạng Mỹ, không lâu trước những biến động rộng khắp ở châu Âu do cuộc Cách mạng Pháp, mà còn vào bình minh của cuộc Cách mạng công nghiệp giúp tạo ra của cải ở quy mô lớn hơn bất cứ khi nào trước đó. Smith vốn là một nhà triết học luân lý người Scotland. Cuốn sách đầu tiên xuất bản của ông là The Theory of Moral Sentiments (1759, Học thuyết về những cảm xúc luân lý). Ông lập luận rằng những hệ thống đạo đức do con người phát triển nên thông qua các mối quan hệ cá nhân với những cá nhân khác, và chuyện đúng sai được phân biệt thông qua phản ứng của những người khác với hành vi của một cá nhân. Ban đầu, cuốn sách này giúp Smith nhận được nhiều sự chú ý hơn hẳn tác phẩm thứ hai của ông, Sự giàu có của các quốc gia, vốn bị dư luận hoàn toàn phớt lờ. Nhưng kiệt tác của Smith vẫn rất thành công với những người quan tâm đến nó.

### Bối cảnh
William Pitt, Thủ tướng Anh của Đảng Bảo thủ vào cuối những năm 1870 ban hành các đề xuất thuế dựa trên những ý tưởng của Smith và ủng hộ thương mại tự do như một môn đồ nhiệt thành của tác phẩm Sự giàu có của các quốc gia. Smith được bổ nhiệm làm cao ủy về hải quan của Anh quốc và trong 20 năm, ông đã có cả một thế hệ mới những tác giả đi sau với ý định xây dựng một ngành khoa học riêng cho kinh tế chính trị.

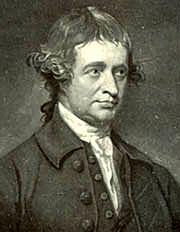
Edmund Burke.

Smith bày tỏ những suy nghĩ giống nhau của ông với Edmund Burke, một nghị sĩ được biết đến rộng rãi là một nhà triết học chính trị thời bấy giờ.
Burke là người duy nhất tôi từng biết nghĩ về các chủ đề kinh tế chính xác như cách tôi nghĩ mà không hề có trao đổi nào trước đó giữa chúng tôi.

Burke cũng là một nhà kinh tế chính trị có tên tuổi, với cuốn sách Thoughts and Details on Scarcity (Những suy nghĩ và chi tiết về sự khan hiếm). Ông chỉ trích chính trị học tự do, và lên án cuộc Cách mạng Pháp, nổ ra năm 1789. Trong tác phẩm Reflections on the Revolution in France (1790, Những suy nghĩ về cuộc Cách mạng Pháp), ông viết rằng "thời đại của các hiệp sĩ kỵ mã đã chết, thời đại của những cậu học trò, những nhà kinh tế và những người làm tính đã thay thế, và vinh quang ở châu Âu sẽ tàn lụi vĩnh viễn." Những người cùng thời chịu ảnh hưởng của Smith bao gồm François Quesnay và Jacques Turgot, người mà ông gặp trong một chuyến đi Paris, và David Hume, đồng hương Scotland của ông. Thời đại này cũng là giai đoạn mà các học giả đứng trước một yêu cầu chung giải thích những biến động xã hội do cuộc Cách mạng công nghiệp và sự hỗn loạn khi những cấu trúc phong kiến và quân chủ ở châu Âu bị thách thức nghiêm trọng.

### Bàn tay vô hình
Smith bảo vệ một hệ thống tự do tự nhiên trong đó nỗ lực cá nhân giúp tạo ra hàng hóa cho xã hội. Smith tin rằng những người ích kỷ trong xã hội cũng sẽ bị kềm chế và làm việc vì điều tốt trong một thị trường cạnh tranh. Giá cả thường không đại diện cho giá trị của hàng hóa hay dịch vụ. Theo bước John Locke, Smith cho rằng giá trị thật của mọi thứ nằm trong hàm lượng lao động được đầu tư vào đó.
Mỗi người giàu hay nghèo tùy thuộc vào mức độ mà người đó có thể chi trả để tận hưởng những tiện nghi và niềm vui trong đời người. Nhưng một khi phân công lao động đã diễn ra xuyên suốt, lao động tự thân của một người chỉ có thể đáp ứng một phần nhỏ nhu cầu của anh ta. Phần lớn hơn nhiều anh ta phải nhận được từ lao động của những người khác, và anh ta phải giàu hoặc nghèo tùy thuộc vào số lượng lao động mà anh ta có thể chi phối, hay anh ta có thể chi trả để mua. Giá trị của bất kỳ hàng hóa nào, do đó, với người sở hữu nó, và người không có ý định tự mình tiêu dùng nó, mà đổi nó lấy các hàng hóa khác, là bằng với khối lượng lao động cho phép anh ta mua hay chi phối. Lao động, do đó, là thước đo đích thực của giá trị có thể trao đổi được của tất cả hàng hóa. Giá thực sự của tất cả mọi thứ, điều mà tất cả mọi thứ khiến cho một người phải tốn phí để có được, là công sức và những khó khăn bỏ ra để có được nó. 

Khi người hàng thịt, người nấu bia và người thợ làm bánh hành động dưới sự khống chế của một nền kinh tế thị trường tự do, họ sẽ theo đuổi tư lợi, Smith lập luận, nhưng đồng thời một cách nghịch lý, điều đó giúp cho việc định giá đúng giá trị những hàng hóa của họ. Lập luận của ông về cạnh tranh như sau.
Khi số lượng bất kỳ hàng hóa nào được đưa vào thị trường thấp hơn so với nhu cầu thực tế, tất cả những ai sẵn sàng chi trả... sẽ không nhận được số lượng mà họ muốn... Một số người sẽ đồng ý trả nhiều hơn. Cạnh tranh sẽ xảy ra giữa họ, và giá thị trường sẽ tăng... Khi số lượng hàng hóa được đưa ra thị trường vượt hơn nhu cầu thực tế, hàng hóa sẽ không thể bán hết cho những người sẵn sàng trả mức giá bao gồm chi phí cố định, tiền lương và lợi nhuận cho người bán... Giá thị trường sẽ giảm...

Smith tin rằng một thị trường sẽ sinh ra điều mà ông gọi là sự giàu có gia tăng. Điều này bao gồm hàng loạt khái niệm, như sự phân công lao động là động lực cho hiệu quả kinh tế, nhưng nó bị giới hạn bởi quy mô của các thị trường. Cả phân công lao động và mở rộng thị trường đòi hỏi sự tích tụ tư bản lớn bởi những doanh nhân và những nhà lãnh đạo kinh doanh và công nghiệp. Toàn bộ hệ thống dựa trên nền tảng duy trì sự đảm bảo với quyền tư hữu về tài sản.

### Những hạn chế

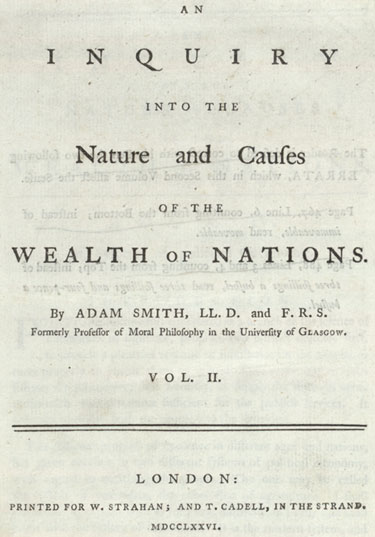
Trang bìa cuốn Sự giàu có của các quốc gia.

Tầm nhìn của Smith về nền kinh tế thị trường tự do, dựa trên quyền tư hữu tài sản được bảo đảm, tích tụ tư bản, mở rộng các thị trường và phân công lao động đối lập với xu hướng của những người trọng thương tìm cách quản lý tất cả những hành động xấu xa của con người.
 Thứ nhất, Smith tin rằng chính xác thì chính quyền có ba chức năng hợp pháp. Chức năng thứ ba là...
...thiết lập và duy trì những dịch vụ và định chế công cộng nhất định, vốn không bất kỳ cá nhân nào, hay nhóm nhỏ các cá nhân nào, có thể thiết lập và duy trì vì lợi ích của họ... Mọi hệ thống (nhà nước) bị lôi kéo về phía lợi ích nhóm của một số lĩnh vực nhất định để những lĩnh vực này nhận được phần chia lớn hơn từ vốn của xã hội, theo lẽ tự nhiên, sẽ đi tới sụp đổ, thay vì tăng trưởng, tiến tới một xã hội thực sự giàu có và thịnh vượng.

Thứ hai, ngoài sự cần thiết có dẫn đạo của nhà nước trong một số lĩnh vực nhất định, Smith lập luận rằng các tập đoàn lũng đoạn theo kiểu cartel là điều xấu vì chúng có nguy cơ giới hạn việc sản xuất cũng như chất lượng của hàng hóa và dịch vụ.
Thứ ba, Smith chỉ trích nhà nước ủng hộ bất cứ hình thức độc quyền nào, vì độc quyền luôn dẫn tới việc bòn rút của người mua với mức giá cao nhất. Sự tồn tại của độc quyền và nguy cơ xuất hiện các cartel, sau này sẽ là trọng tâm của chính sách về luật cạnh tranh, có thể phá hoại những lợi ích của thị trường tự do vì lợi ích của các doanh nghiệp với cái giá phải trả thuộc về người tiêu dùng.

## Kinh tế chính trị cổ điển
Những nhà kinh tế cổ điển được nhắc tới như một tập hợp lần đầu tiên bởi 
Karl Marx. Điểm chung trong các học thuyết của họ là học thuyết giá trị lao động, đối lập với giá trị xuất phát từ một sự cân bằng giữa cung và cầu. Những nhà kinh tế này trước hết đã chứng kiến sự chuyển đổi kinh tế xã hội do cuộc Cách mạng công nghiệp: sự giảm dân số ở nông thôn, bất ổn, nghèo đói, sự xuất hiện của giai cấp công nhân.
Họ đặt câu hỏi về gia tăng dân số, vì những chuyển dịch nhân khẩu đã bắt đầu ở Anh vào thời đó. Họ cũng nêu ra những câu hỏi mang tính nền tảng, về nguồn gốc của giá trị hàng hóa, những nguyên nhân dẫn tới tăng trưởng kinh tế và vai trò của tiền trong nền kinh tế. Họ ủng hộ nền kinh tế thị trường tự do, lập luận rằng đó là một hệ thống tự nhiên dựa trên sự tự do và quyền sở hữu tài sản. Tuy nhiên, những nhà kinh tế học cổ điển chia rẽ và không tạo thành một dòng tư tưởng thống nhất.
Một học thuyết đáng chú ý trong kinh tế học cổ điển là học thuyết về tiêu dùng dưới mức, được trường phái Birmingham và Thomas Malthus phát triển vào đầu thế kỷ 19. Những người thuộc trường phái này lập luận rằng chính quyền phải hành động để giảm bớt tình trạng thất nghiệp và suy thoái kinh tế, họ là những người tiền bối về học thuật của kinh tế học Keynes sau này vào những năm 1930. Một trường phái đáng chú ý khác là chủ nghĩa tư bản Manchester, trường phái muốn thúc đẩy thương mại tự do, chống lại học thuyết của chủ nghĩa trọng thương trước đó.

### Jeremy Bentham

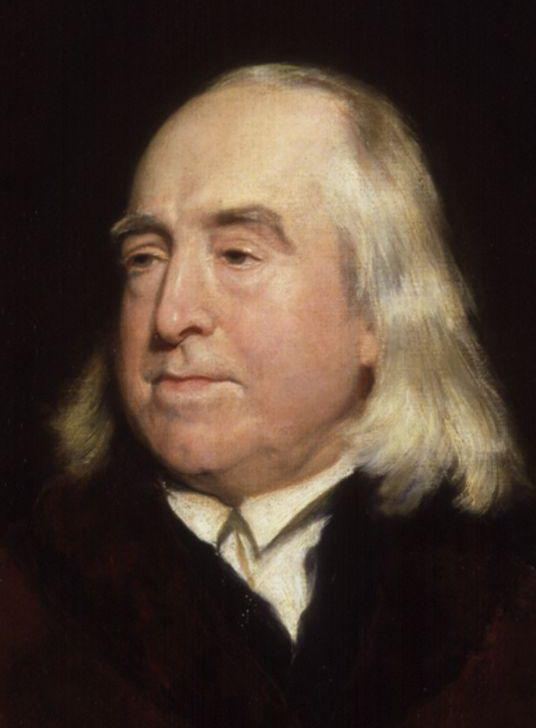
Jeremy Bentham.

Jeremy Bentham (1748–1832) có lẽ là nhà tư tưởng cấp tiến nhất ở thời đại của ông và là người phát triển khái niệm về chủ nghĩa công lợi. Bentham là một người vô thần, một nhà cải cách với các trại giam, người hoạt động vì quyền động vật, tin tưởng ở bầu cử phổ thông, tự do ngôn luận, thương mại tự do và bảo hiểm y tế ở một thời đại mà rất ít người dám bảo vệ những giá trị đó. Ông đi học từ rất sớm, hoàn tất đại học và bắt đầu hành nghề luật sư từ năm 18 tuổi. Cuốn sách đầu tiên của ông, A Fragment on Government (1776, Một mảnh về chính quyền) được xuất bản nặc danh là một sự phê bình đanh thép với tác phẩm Commentaries of the laws of England (Những bình luận về luật pháp nước Anh) của William Blackstone trước đó. Cuốn sách thành công lớn cho tới khi bị phát hiện là của Bentham trẻ tuổi, chứ không phải của một giáo sư tiếng tăm như lời đồn. Trong tác phẩm The Principles of Morals and Legislation (1791, Những nguyên lý của đạo đức và pháp lý), Bentham đã vạch ra học thuyết của ông về chủ nghĩa công lợi.
Mục tiêu của pháp luật phải là làm giảm sự khổ đau và chịu đựng trong khi tạo ra hạnh phúc lớn nhất cho đa số lớn nhất. Bentham thậm chí thiết kế một phương pháp luận toàn diện cho việc tính toán tổng hạnh phúc xã hội mà một đạo luật có thể tạo ra, một felicific calculus, hay phép tính hạnh phúc. Xã hội, theo Bentham, không gì khác hơn là tổng cộng của các cá nhân, nên nếu nhắm vào việc tạo ra sự tốt đẹp cho xã hội, thì phải đảm bảo tạo ra nhiều sự hài lòng hơn là nỗi đau, dù cho số lượng cá nhân là bao nhiêu.
Chẳng hạn, một đạo luật đề xuất mọi xe buýt trong thành phố có lối lên xuống cho xe lăn, nhưng sẽ làm chậm tốc độ di chuyển của xe buýt. Hàng triệu người đi xe buýt do đó sẽ phải chịu sự phiền toái nhỏ (hay nỗi đau) vì mất thêm thời gian cho giao thông và đi lại, nhưng một số nhỏ những người sử dụng xe lăn sẽ nhận được sự hài lòng lớn vì có thể sử dụng phương tiện công cộng, sự hài lòng lớn này giá trị hơn tổng cộng sự phiền toái của những người dùng khác.
So sánh về mức độ hạnh phúc của các cá nhân là điều Bentham tin có thể làm được, ý tưởng là sự hài lòng lớn cho một người có thể ý nghĩa hơn phiền toái nhỏ cho nhiều người. Nhưng học thuyết của ông sau này bị chỉ trích vì liệu sự tính toán hạnh phúc có cho phép một nhà độc tài hạnh phúc lớn dựa trên sự đau khổ của số đông? Ngoài ra, bất chấp phương pháp luận của Bentham, hạnh phúc vẫn là điều rất khó cân đong đo đếm.

### Jean-Baptiste Say

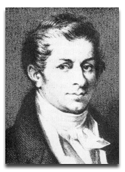
Nguyên lý Say, cho rằng cung luôn bằng với cầu, không bị thách thức cho tới thế kỷ 20.

Jean-Baptiste Say (1767–1832) là một người Pháp sinh ở Lyon. Ông đã giúp phổ biến tác phẩm của Adam Smith ở Pháp. Cuốn sách của ông A Treatise on Political Economy (1803, Một chuyên luận về kinh tế chính trị) bao gồm một đoạn văn ngắn sau này trở thành giáo lý cho kinh tế chính trị học tới tận cuộc Đại khủng hoảng và được biết đến là Nguyên lý Say về các thị trường. Say cho rằng không bao giờ có sự thiếu hụt lượng cầu hay tình trạng dư thừa hàng hóa trong nền kinh tế. Theo Say, mọi người sản xuất ra hàng hóa để thỏa mãn nhu cầu của chính họ, chứ không phải của người khác. Sản xuất vì vậy không phải là vấn đề về phía cung, mà là chỉ dấu của những người sản xuất muốn có hàng hóa.
Say đồng ý rằng một phần thu nhập được các hộ gia đình tiết kiệm, nhưng trong dài hạn, tiết kiệm được đầu tư. Đầu tư và tiêu dùng do đó là hai nhân tố của cầu, nên sản xuất tức là cầu, nên không thể có chuyện sản xuất vượt qua mức cầu, hay nhìn chung là sẽ không có chuyện dư cung. Say lập luận tiền bạc là trung tính, vì vai trò duy nhất của nó là làm công cụ cho trao đổi, vì vậy, mọi người muốn tiền chỉ để mua hàng hóa. Say cho rằng "tiền là một thứ che đậy bên ngoài".
Tổng kết hai ý tưởng đó, Say cho rằng "hàng hóa được dùng để đổi hàng hóa". Cùng lắm thì sẽ có những lĩnh vực kinh tế khác nhau trong đó cầu không được đáp ứng. Nhưng qua thời gian cung sẽ chuyển dịch, các doanh nghiệp sẽ điều chỉnh sản xuất và thị trường sẽ tự điều chỉnh. Một ví dụ của tình trạng thừa cung là thất nghiệp, nói cách khác, có quá nhiều cung người lao động, và quá ít việc làm. Nguyên lý Say nói điều đó đồng nghĩa với việc có tình trạng mức cầu cho các sản phẩm khác vượt quá mức cân bằng và thị trường sẽ tự điều chỉnh.
Như vậy, tiền đề của nguyên lý này là giá cả hàng hóa sẽ được điều chỉnh nếu lượng cung và lượng cầu hàng hóa không cân bằng. Nếu lượng cung vượt quá lượng cầu (dư cung), thì nhất định giá cả hàng hóa sẽ giảm. Lượng cầu hàng hóa nhờ thế sẽ tăng lên, khiến cho lượng cung và lượng cầu trở nên cân bằng. Từ đó suy ra, để nền kinh tế quốc gia có thể trở nên giàu có hơn, thì chỉ cần đẩy mạnh sản xuất (tăng tổng cung).
Nguyên lý Say trở thành nền tảng cho lý thuyết kinh tế tới tận những năm 1930 và được dịch sang tiếng Anh lần đầu bởi James Mill. Sau đó nó nhận được sự ủng hộ từ David Ricardo, Henry Thornton và John Stuart Mill. Tuy nhiên, hai nhà kinh tế chính trị khác, Thomas Malthus và Sismondi tỏ ra không thật sự tin ở nguyên lý này.

### Thomas Malthus

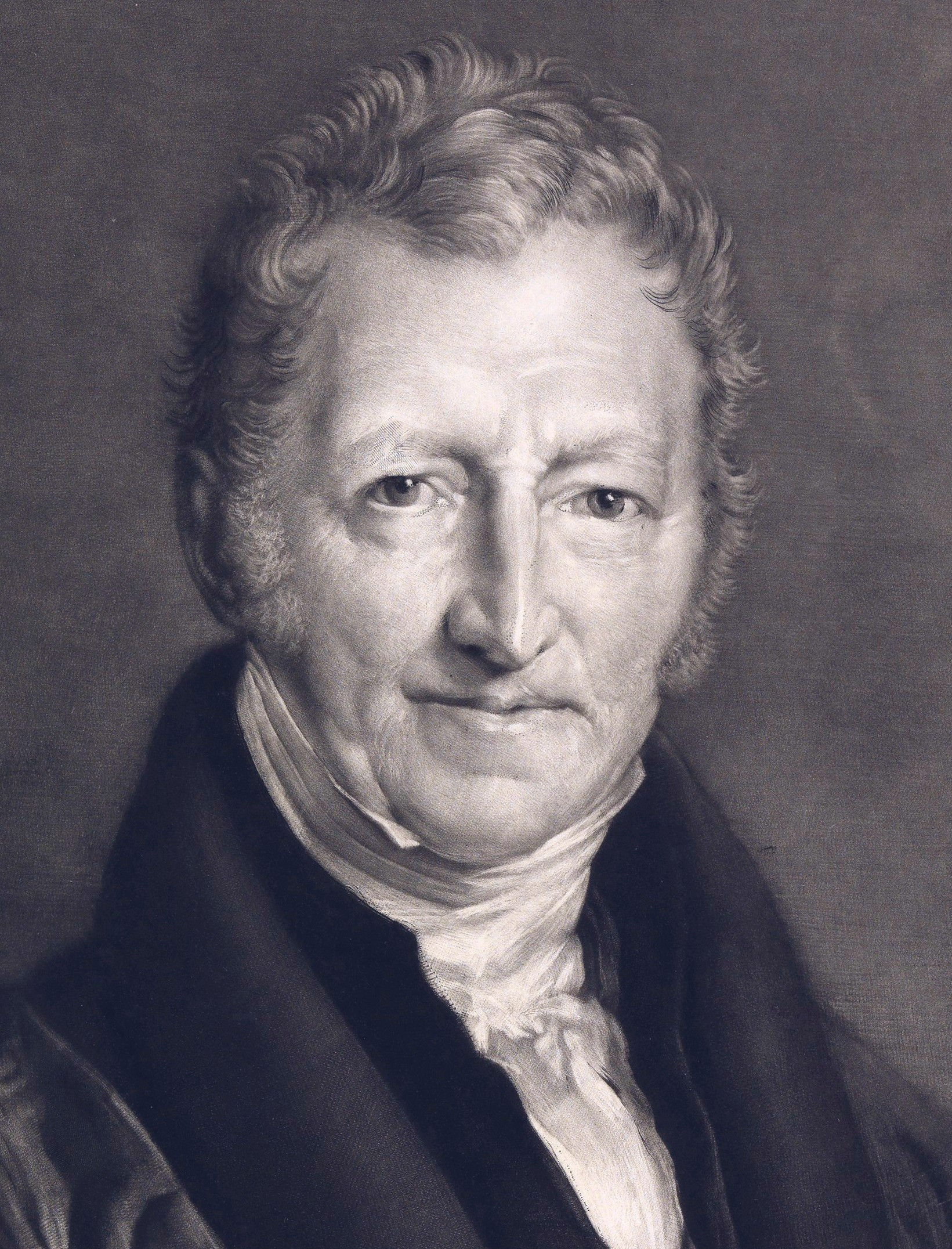
Thomas Malthus cảnh báo các nhà làm luật về các hệ quả của những chính sách giảm nghèo.

Thomas Malthus (1766–1834) là một bộ trưởng của Đảng bảo thủ trong Quốc hội Anh. Trái ngược với Jeremy Bentham, ông tin rằng chính quyền phải tránh xa các vấn đề của xã hội. Malthus dành chương cuối cuốn sách của ông Principles of Political Economy (1820, Các nguyên lý kinh tế chính trị) để phán bác Nguyên lý Say và tranh luận rằng nền kinh tế có thể trì trệ nếu không có được "mức cầu hiệu quả".
Nói cách khác, nếu tiền lương thấp hơn tổng chi phí sản xuất, thì tiền lương đó không thể mua hết các sản phẩm đầu ra của các ngành sản xuất, khiến giá cả giảm xuống. Giá giảm làm xói mòn động cơ đầu tư và vòng xoáy đó có thể cứ tiếp diễn không ngừng. Tuy nhiên, Malthus nổi tiếng hơn với tác phẩm trước đó của ông, An Essay on the Principle of Population (Tiểu luận về nguyên tắc của dân số). Tác phẩm này tranh luận sự can thiệp của nhà nước là không thể vì hai nguyên nhân. "Thực phẩm là cần thiết cho sự tồn tại của con người ", Malthus viết. "Cảm xúc và mong muốn truyền lại nòi giống giữa hai giới tính là cần thiết và sẽ được duy trì gần như ở tình trạng hiện tại", có nghĩa là "sức gia tăng dân số chắc chắn lớn hơn khả năng mà Trái Đất có thể cung cấp cho sự tồn tại của loài người."
Tuy nhiên, tình trạng gia tăng dân số được kiểm soát bởi các thiên họa và nhân họa. Tăng lương cho số đông có thể gây ra vấn đề tăng dân số, gây căng thẳng cho nguồn cung của Trái Đất và dẫn tới những thiên tai và nhân họa để điều chỉnh lại dân số như ban đầu.

### David Ricardo

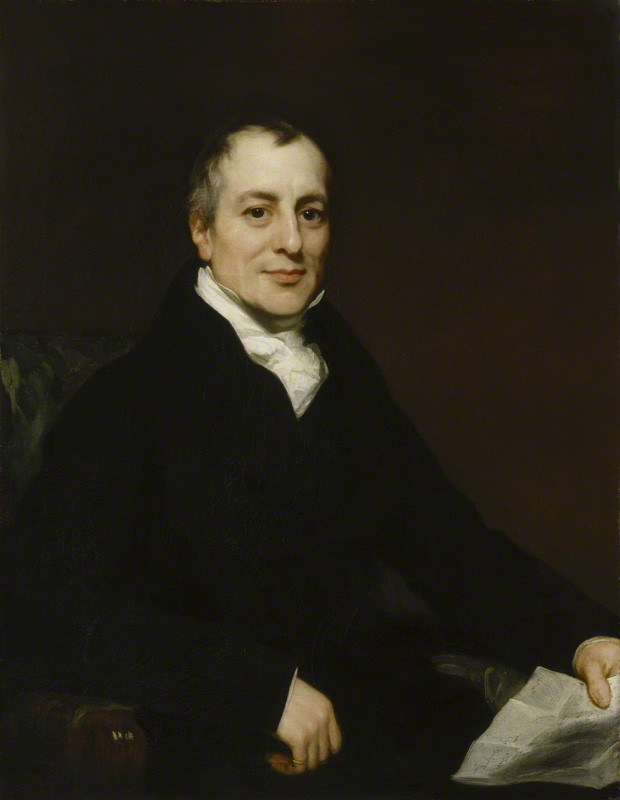
Ricardo nổi tiếng với quy luật của lợi thế so sánh.

David Ricardo (1772–1823) sinh ở London. Năm 26 tuổi, ông đã là một nhà buôn chứng khoán giàu có và mua cho mình một ghế nghị sĩ ở Ireland để làm bước đệm bước vào Hạ viện Anh. Tác phẩm nổi tiếng nhất của Ricardo là Principles of Political Economy and Taxation (Những nguyên lý về kinh tế chính trị và thuế khóa). Tác phẩm bao gồm những chỉ trích của ông với các rào cản thương mại quốc tế và sự mô tả về cách thức phân phối thu nhập trong dân số. Ricardo phân biệt giữa người làm công ăn lương, những người nhận một mức lương cố định ở mức đủ để họ sống sót; với chủ đất, tức những người thu tô; và những nhà tư bản, những người nắm giữ vốn tư bản và tạo ra lợi nhuận, tức là phần thu nhập dôi dư ra của một xã hội.
Nếu dân số tăng, sẽ phải có thêm đất canh tác, những phần đất sẽ có độ màu mỡ kém hơn những vùng đất đã được canh tác rồi, vì quy luật sản lượng giảm dần. Do đó, chí phí sản xuất lúa mì sẽ tăng, và giá lúa mì sẽ tăng: Phần địa tô sẽ tăng, lương cũng sẽ phải điều chỉnh theo các mức tăng giá đó để cho phép người làm công sống sót được. Lợi nhuận vì thế giảm xuống, cho tới khi các nhà tư bản không thể đầu tư nữa. Vì vậy, Ricardo kết luận nền kinh tế sẽ hướng tới một tình trạng trì trệ.
Để can thiệp vào tình trạng trì trệ này, Ricardo ủng hộ thúc đẩy thương mại quốc tế để nhập khẩu lúa mì ở giá thấp để đối phó với các chủ đất muốn tăng địa tô. Các đạo luật về ngũ cốc ở Anh được thông qua năm 1815 thiết lập nên hệ thống thế khóa hết sức phiền phức nhằm ổn định giá lúa mì ở thị trường trong nước. Ricardo tranh luận rằng tăng thuế nhập khẩu, dù với mục tiêu tưởng chừng là vì lợi ích của người nông dân trong nước, chỉ khiến giá cả tăng lên, và phần đó sẽ trở thành địa tô rơi vào túi các chủ đất, chứ người nông dân thực chất không được hưởng gì.
Hơn nữa, thêm lao động được tuyển dụng trong ngành sản xuất lúa mì đồng nghĩa với việc làm tăng chi phí lương ở các ngành khác và do đó làm giảm xuất khẩu và lợi nhuận từ các ngành xuất khẩu. Kinh tế học với Ricardo là mối quan hệ giữa "ba nhân tố sản xuất": đất đai, lao động và vốn. Ricardo sử dụng toán học để thuyết minh rằng lợi ích từ thương mại có thể lớn hơn những lợi ích của chính sách bảo hộ. Ý tưởng về lợi thế so sánh cho rằng ngay cả nếu một nước bị bất lợi trong việc sản xuất ra các hàng hóa so với một nước khác, nước đó vẫn có thể hưởng lợi từ việc mở cửa biên giới vì dòng hàng hóa vào được sản xuất rẻ hơn so với sản xuất ở trong nước, tạo ra lợi ích cho người tiêu dùng trong nước. Theo Ricardo, khái niệm này sẽ dẫn tới chuyển dịch về giá cả, dần dần cho phép nước Anh sản xuất những hàng hóa mà nước này có lợi thể so sánh cao nhất.

### John Stuart Mill

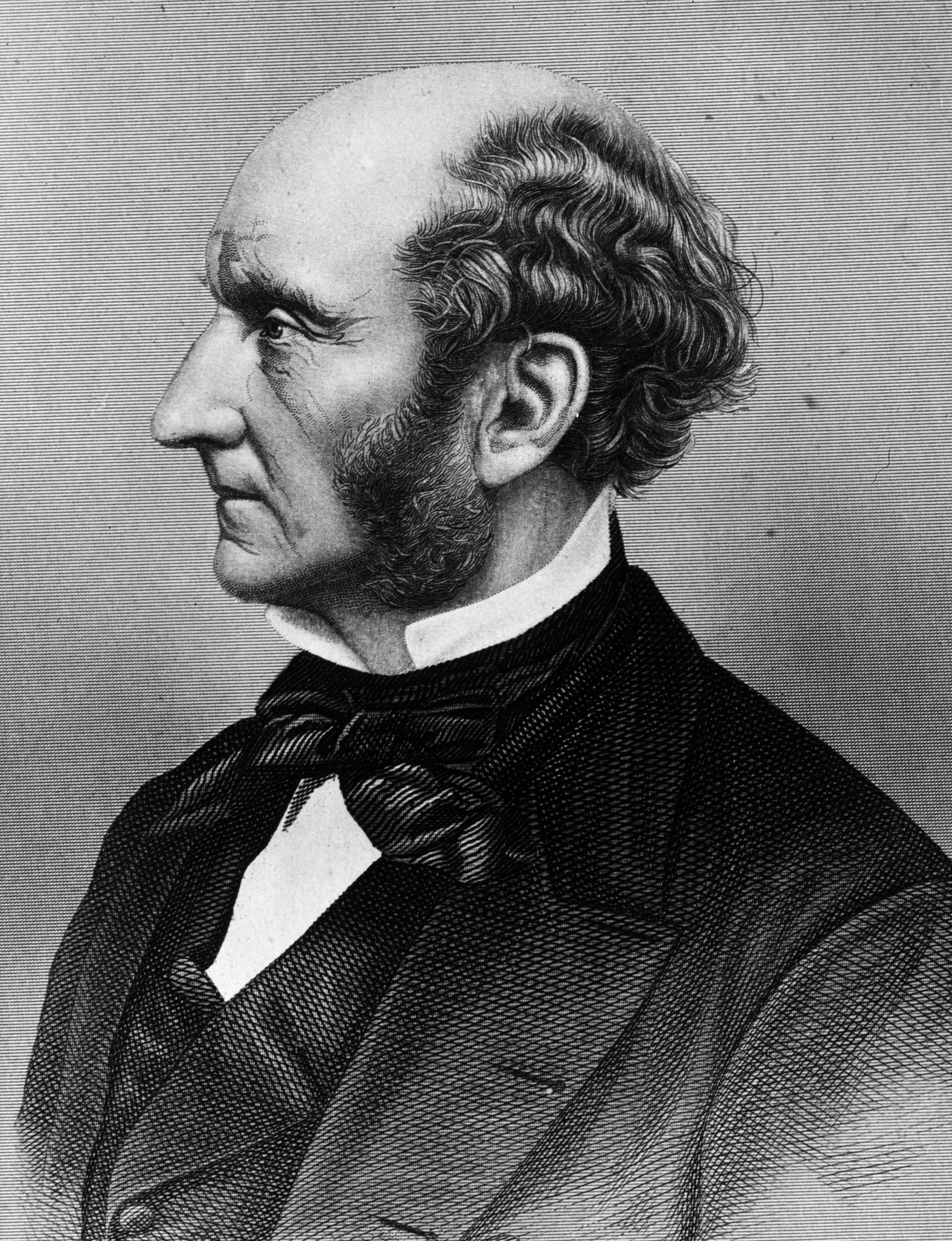
John Stuart Mill chịu ảnh hưởng từ Jeremy Bentham và là tác giả của sách giáo khoa kinh tế học phổ biến nhất ở thời của ông.

John Stuart Mill (1806–1873) là một nhân vật hàng đầu trong dòng tư duy kinh tế chính trị ở thời của ông. Ông là nghị sĩ Anh đại diện khu vực Westminster và còn là một triết gia chính trị hàng đầu. Từ nhỏ Mill đã có tố chất thiên tài. Ông đọc triết học Hy Lạp cổ đại lúc ba tuổi và theo đuổi sự nghiệp học hành rất tích cực nhờ người cha James Mill. Jeremy Bentham là thầy dạy của ông và là một người bạn của gia đình. Mill còn chịu ảnh hưởng lớn từ David Ricardo. Cuốn đầu tiên trong bộ sách giáo khoa của Mill, in năm 1848 với tựa đề Principles of Political Economy (Những nguyên lý kinh tế chính trị) là một tác phẩm tổng kết các tri thức về kinh tế của giai đoạn giữa thế kỷ 19.
Principles of Political Economy được sử dụng làm sách giáo khoa cơ bản trong hầu hết các trường đại học cho tới đầu thế kỷ 20. Về vấn đề tăng trưởng kinh tế, Mill tìm kiếm một lập trường trung lập giữa quan điểm của Adam Smith về việc mở rộng các cơ hội cho thương mại và sáng tạo công nghệ với quan điểm của Thomas Malthus về những giới hạn của gia tăng dân số. Trong cuốn sách thứ tư, Mill vạch ra một số viễn cảnh tương lai, thay vì dự đoán riêng một kết cục nào đó. Kịch bản thứ nhất theo thuyết Malthus cho rằng dân số tăng nhanh hơn khả năng cung cấp của Trái Đất, dẫn tới lương giảm và lợi nhuận tăng.
Kịch bản thứ hai, theo Smith, vốn tư bản được tích tụ nhanh hơn mức tăng danh số nên tiền lương thực tế sẽ tăng. Kịch bản thứ ba phản ánh quan điểm của Ricardo, rằng nếu tích tụ tư bản và dân số tăng cùng mức, công nghệ ổn định, sẽ không có thay đổi nào trong tiền lương thực tế vì cung và cầu cho lao động sẽ vẫn giữ nguyên. Tuy nhiên, dân số gia tăng sẽ cần sử dụng đất nhiều hơn, tăng chi phí sản xuất lương thực và do đó làm giảm lợi nhuận. Kịch bản thứ tư là công nghệ tiến bộ nhanh hơn so với tích tụ tư bản và mức tăng dân số.
Kết quả sẽ là một nền kinh tế thịnh vượng. Mill cho rằng kịch bản thứ ba là dễ xảy ra nhất, và ông giả định tiến bộ công nghệ đến mức nào đó sẽ phải kết thúc. Nhưng về triển vọng tăng trưởng kinh tế, Mill ít đề cập rõ ràng hơn.
Tôi thừa nhận tôi không bị thu hút bởi ý tưởng cho rằng tình trạng bình thường của con người là phải vật lộn để sống sót; rằng việc giẫm đạp lên nhau, đè nén nhau, xô đẩy nhau và đánh đạp nhau, vốn là tình hình xã hội hiện giờ, là điều mà loài người mong muốn, đó chỉ là những dấ uhiệu về sự bất động của một trong những giai đoạn phát triển công nghiệp.

Mill cũng được ghi nhận là người đầu tiên nói về cung và cầu như một mối quan hệ chứ không chỉ là số lượng hàng hóa trên thị trường, khái niệm về chi phí cơ hội và phản bác lại học thuyết về quan hệ giữa tiền lương và tư bản trong tương quan với dân số.

## Chủ nghĩa tư bản và Marx

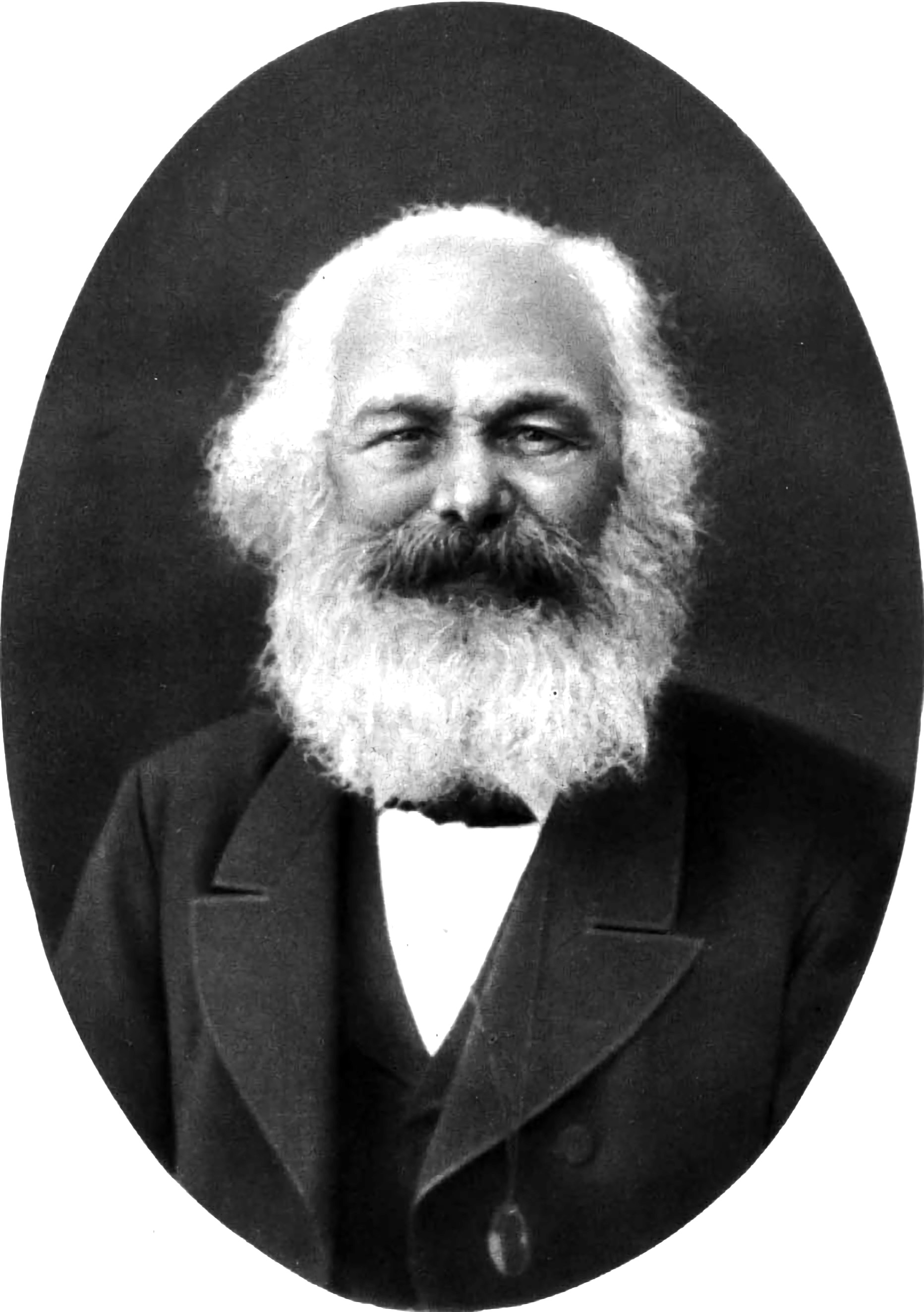
Karl Marx đưa ra những phê bình trọng yếu với kinh tế học cổ điển dựa trên học thuyết giá trị lao động.

Giống như cụm từ "chủ nghĩa trọng thương" chỉ trở nên nổi tiếng bởi những người chỉ trích nó, như Adam Smith, cụm từ "chủ nghĩa tư bản" được sử dụng bởi những người chỉ trích, đáng kể nhất là Karl Marx. Karl Marx (1818–1883) đã là, và trên nhiều phương diện vẫn đang là nhà kinh tế học trụ cột của kinh tế học xã hội chủ nghĩa. Sự kết hợp học thuyết chính trị của ông, được trình bày trong Tuyên ngôn Cộng sản và chủ nghĩa duy vật biện chứng được tạo cảm hứng từ Friedrich Hegel mang tới những phê bình mang tính cách mạng với chủ nghĩa tư bản theo đánh giá của Marx trong thế kỷ 19. Phong trào xã hội chủ nghĩa mà ông tham gia xuất hiện như lời đáp lại tình trạng cùng khổ của người công nhân trong giai đoạn đầu công nghiệp hóa và kinh tế học cổ điển đi kèm với cuộc cách mạng công nghiệp đó. Marx viết kiệt tác Tư bản luận tại thư viện của Bảo tàng quốc gia Anh.

### Bối cảnh

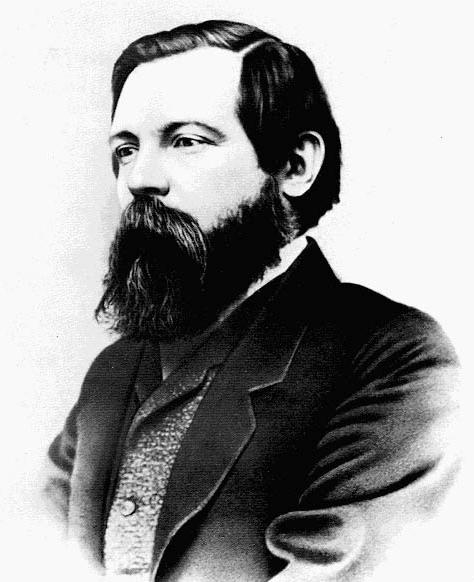
Cùng với Marx, Friedrich Engels là đồng tác giả Tuyên ngôn cộng sản và tập hai của Tư bản luận.

Robert Owen (1771–1858) là nhà công nghiệp đầu tiên quyết tâm cải thiện điều kiện sống của người công nhân. Ông mua các nhà máy dệt ở New Lanark, Scotland, nơi ông cấm trẻ em dưới 10 tuổi làm việc, ấn định thời gian làm việc từ 6 giờ sáng tới 7 giờ tối và cung cấp các lớp học ban đêm cho trẻ em khi các em làm xong việc. Những biện pháp nhỏ giọt đó vẫn giúp cải thiện đáng kể đời sống người lao động và việc kinh doanh của ông phát đạt nhờ năng suất cao hơn, dù tiền lương ông trả thấp hơn mức trung bình trên cả nước lúc đó. Ông trình bày nhãn quan của mình trong tác phẩm The New View of Society (1816, Quan điểm mới về xã hội) trong giai đoạn thông qua đạo luật về nhà máy ở đảo Anh, nhưng rốt cuộc nỗ lực xây dựng một cộng đồng utopia (xã hội tốt đẹp không tưởng) mới của ông ở New Harmony, Indiana kết thúc trong thất bại.
Một trong những người khác có ảnh hưởng lớn tới Marx là nhà xã hội chủ nghĩa/vô chính phủ người Pháp Pierre-Joseph Proudhon. Phê phán gay gắt chủ nghĩa tư bản và muốn thay thế bằng liên đoàn các công nhân lao động, nhưng Proudhon cũng phản đối những nhà xã hội chủ nghĩa đương thời muốn tập trung hóa các hiệp hội do nhà nước điều hành. Trong tác phẩm Hệ thống của những mâu thuẫn kinh tế (1846), Proudhon chỉ trích nhiều mặt của chủ nghĩa tư bản, phân tích các tác động trái ngược của việc cơ giới hóa, cạnh tranh, quyền tư hữu tài sản, độc quyền và các khía cạnh khác của nền kinh tế. Thay vì chủ nghĩa tư bản, ông muốn một hệ thống cùng có lợi "dựa trên sự bình đẳng, nói cách khác, sự tổ chức của lao động trong đó vô hiệu hóa kinh tế chính trị và chấm dứt quyền tư hữu." Trong cuốn sách Quyền tư hữu là gì? (1840), ông lập luận rằng quyền tư hữu chẳng khác gì hành vi ăn cắp, một quan điểm khác với kinh tế gia cổ điển John Stuart Mill, người cho rằng "đánh thuế mới là ăn cáp ". Tuy nhiên, vào cuối đời, Proudhon thay đổi một số quan điểm trước kia của ông. Trong tác phẩm được xuất bản sau khi đã qua đời Học thuyết về quyền tư hữu, ông lập luận rằng "quyền tư hữu là quyền lực duy nhất có thể trở thành đối trọng với quyền lực nhà nước."
Friedrich Engels, một tác giả có tư duy cấp tiến, đã xuất bản cuốn sách với nhan đề Tình cảnh giai cấp công nhân Anh năm 1844 mô tả địa vị của người lao động làm công ăn lương "là số phận bi đát nhất không thể che giấu trong những đau khổ của đời sống xã hội thời đại chúng ta." Sau khi Marx qua đời, Engels là người hoàn tất tập hai cuốn Tư bản luận từ những ghi chú của Marx.

### Tư bản luận

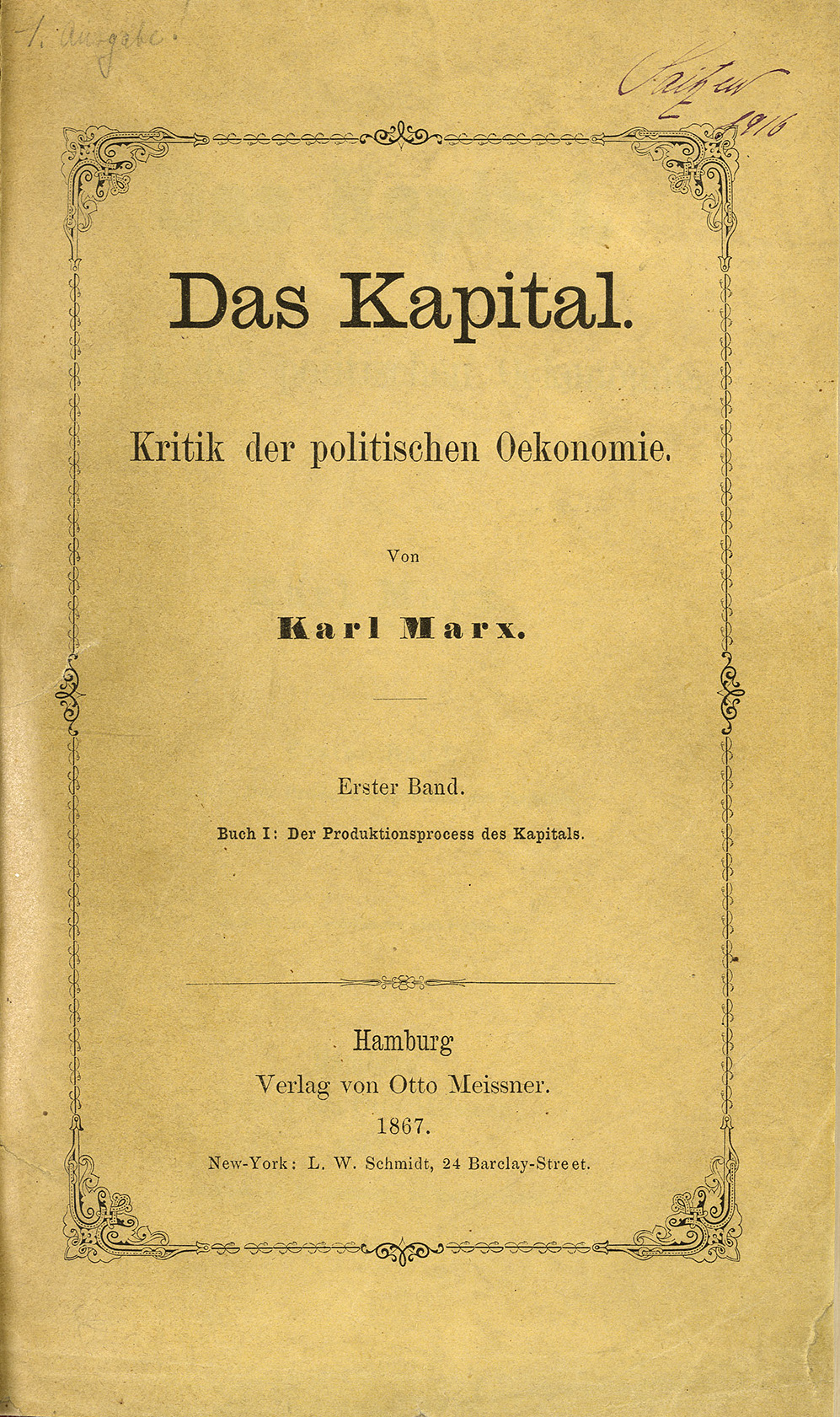
Trang bìa lần in thứ nhất của cuốn Tư bản luận bằng tiếng Đức.

Karl Marx bắt đầu cuốn Tư bản luận với khái niệm về hàng hóa.Trước các xã hội tư bản chủ nghĩa, theo Marx, là hình thái sản xuất dựa trên lao động nô lệ (chẳng hạn như ở xã hội La Mã cổ đại) trước khi chuyển sang chế độ nông nô phong kiến (chẳng hạn như châu Âu Trung cổ). Khi xã hội tiến bộ hơn, các mối quan hệ kinh tế lỏng lẻo hơn, nhưng dòng chảy lao động dễ dàng hơn cũng dẫn tới tình trạng bất ổn và đời sống khó khăn cho người lao động, tạo những điều kiện cho cách mạng. Mọi người mua và bán sức lao động giống như cách họ mua hàng hóa và dịch vụ. Con người do đó cũng là một thứ hàng hóa thông qua sức lao động, như ông viết trong Tuyên ngôn Cộng sản,
Lịch sử của tất cả các xã hội từng tồn tại là lịch sử đấu tranh giai cấp. Người tự do và nô lệ, quý tộc và bình dân, lãnh chúa và nông nô, trưởng phường hội và thợ thủ công, nói cách khác, những kẻ áp bức và những người bị áp bức, đứng ở hai mặt trận đối lập nhau... Xã hội tư sản hiện đại bắt nguồn từ tàn tích của xã hội phong kiến cũng chưa thoát khỏi cuộc đấu tranh giai cấp. Nhưng xã hội đó đã hình thành những giai cấp mới, với những điều kiện mới cho áp bức, những điều kiện mới cho đấu tranh thay cho những điều kiện cũ.
Cũng từ trang đầu của cuốn Tư bản luận,
Sự giàu có của các xã hội ở tình trạng tư bản chủ nghĩa đã chiến thắng, nhờ sự tập trung lớn về hàng hóa, Đơn vị của xã hội đó là một hàng hóa đơn lẻ. Nên việc tìm hiểu của chúng ta phải bắt đầu tư phân tích một hàng hóa.
Cách sử dụng từ "hàng hóa" của Marx gắn với cuộc tranh luận siêu hình học về bản chất của cải vật chất, làm sao để đạt được của cải và nên sử dụng của cải như thế nào. Khái niệm một hàng hóa đối lập với khái niệm về sự vật trong thế giới tự nhiên. Khi một người sử dụng lao động đối với một sự vật, nó trở thành "hàng hóa". Trong thế giới tự nhiên có cây cối, kim cương, quặng sắt và con người. Trong thế giới kinh tế học chúng trở thành bàn ghế, nhẫn, các nhà máy và người lao động. Tuy nhiên, theo Marx, hàng hóa có hai bản chất, hai giá trị. Ông phân biệt giá trị sử dụng với giá trị trao đổi của hàng hóa.
Giá trị sử dụng của hàng hóa có nguồn gốc từ hàm lượng lao động sản xuất ra nó, theo Marx, theo như các nhà kinh tế học cổ điển trong học thuyết giá trị lao động. Tuy nhiên, Marx không tin rằng lao động là nguồn gốc duy nhất của giá trị sử dụng của hàng hóa. Ông tin rằng giá trị có thể xuất phát từ các hàng hóa tự nhiên và định nghĩa lại giá trị sử dụng của hàng hóa là "thời gian lao động xã hội cần thiết" (thời gian mà người lao động cần để sản xuất ra hàng hóa). Hơn nữa, con người thường có khuynh hướng đánh giá cao giá trị của một số thứ, chẳng hạn vì sự sùng bái hàng hóa đối với kim cương, một mối quan hệ có tính áp bức đối với việc sản xuất hàng hóa này xuất hiện. Hai nhân tố này khiến cho giá trị sử dụng và giá trị trao đổi của hàng hóa là rất khác nhau. Một mối quan hệ áp bức, theo Marx, xuất hiện trong cả việc sử dụng và trao đổi lao động, trong những mặc cả về lượng lao động-tiền lương xuất phát từ thực tế là người chủ lao động trả cho người làm công của họ số tiền tương ứng với "giá trị trao đổi" thấp hơn nhiều so với "giá trị sử dụng" thực sự của sức lao động. Sự khác biệt này tạo ra lợi nhuận cho các nhà tư bản, hay theo thuật ngữ của Marx, giá trị thặng dư. Vì vậy, Marx tuyên bố, chủ nghĩa tư bản là một hệ thống bóc lộc.

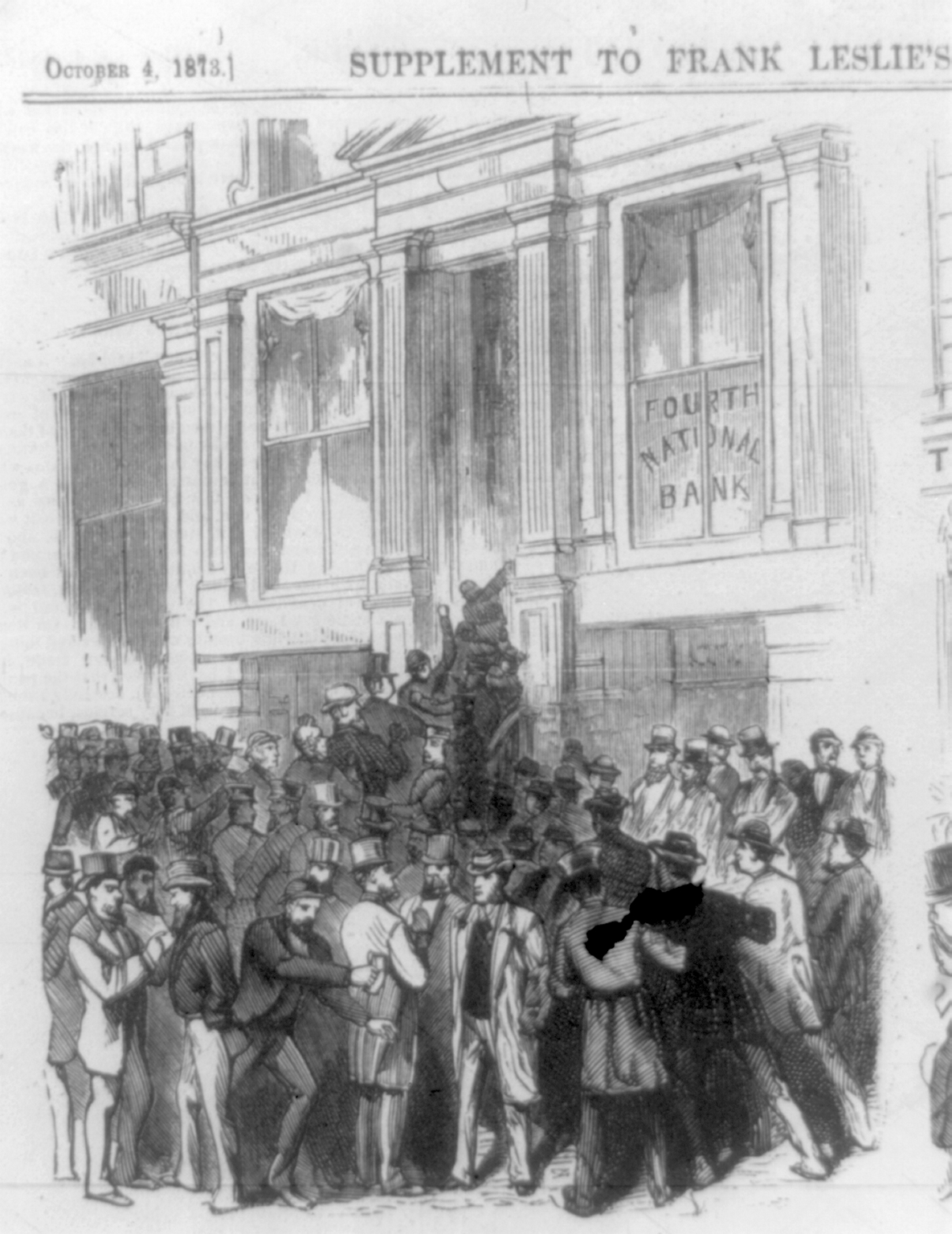
Marx giải thích cho tình trạng bùng nổ rồi suy thoái của nền kinh tế, như cuộc khủng hoảng 1873, là do tính bất ổn mãn tính trong các nền kinh tế tư bản chủ nghĩa.

Công trình của Marx làm thay đổi hoàn toàn học thuyết giá trị lao động mà các kinh tế gia cổ điển từng sử dụng. Sự châm biếm cay đắng của ông đi xa tới mức đặt câu hỏi về thời gian lao động xã hội cần thiết để sản xuất ra chính lao động (tức là người lao động). Marx trả lời rằng giá trị này chỉ ở mức tối thiểu đủ để người lao động sống sót để tái tạo các kỹ năng cần thiết cho nền kinh tế. Người lao động do đó bị tách rời khỏi thành quả của sản xuất và các phương tiện để họ nhận ra tiềm năng thực sự của mình, vì họ ở vào vị thế bị áp bức trên thị trường lao động. Nhưng cùng lúc với tình trạng bóc lột và tách người lao động khỏi thành quả lao động của họ, mới có thể diễn ra sự tích lũy tư bản và tăng trưởng kinh tế. Người chủ lao động chịu sức ép cạnh tranh liên tục từ thị trường yêu cầu họ phải bóc lột lao động nhiều hơn, và những giới hạn trong việc đầu tư vào các công nghệ thay thế lao động giản đơn (như các dây chuyền robot). Điều này làm tăng lợi nhuận và thúc đẩy tăng trưởng, nhưng lợi nhuận rơi vào những người có quyền tư hữu về tư liệu sản xuất. Giai cấp lao động trong khi đó đối mặt với tình trạng bị bần cùng hóa liên tục vì bị tước đoạt các sản phẩm do lao động của họ làm ra, do bị tách rời với tư liệu sản xuất. Thêm vào đó là việc thất nghiệp vì sự xuất hiện của máy móc, họ trở thành đội quân thất nghiệp dự bị ngày càng tăng lên, gây ra áp lực giảm tiền lương và ngày càng nhiều người lao động tuyệt vọng sẽ nhận việc làm với mức lương thấp hơn. Nhưng điều này cũng làm giảm mức cầu vì sức mua sẽ giảm do tiền lương giảm, gây ra tình trạng khủng hoảng thừa, sản xuất sẽ bị cắt giảm, lợi nhuận giảm xuống cho tới khi tích lũy tư bản dừng lại vì một cuộc suy thoái kinh tế. Khi cuộc khủng hoảng thừa kết thúc, nền kinh tế lại bắt đầu tăng trưởng và bắt đầu chu kỳ bùng nổ tiếp theo. Với mỗi chu kỳ kinh tế như thế, đi kèm các cuộc khủng hoảng của kinh tế tư bản chủ nghĩa, theo Marx, xung đột về mặt giai cấp giữa các tầng lớp tư bản ngày càng giàu và người lao động ngày càng nghèo sẽ tăng lên. Hơn nữa, các công ty nhỏ bị các công ty lớn thôn tín trong các chu kỳ kinh doanh, và quyền lực kinh tế ngày càng tập trung vào một số ít người. Rốt cuộc, điều này sẽ dẫn tới một cuộc cách mạng do Đảng Cộng sản lãnh đạo để hình thành nên một xã hội không giai cấp. Marx không bao giờ đề cập đến việc quá trình này diễn ra ra sao. Đóng góp chính của ông không phải là việc một xã hội mới sẽ như thế nào, mà là sự phê bình với xã hội đương thời mà ông chứng kiến.

### Sau Marx
Tập một cuốn Tư bản luận là phần duy nhất mà Marx tự ông xuất bản. Tập hai và ba được hoàn thành với sự giúp đỡ của Friedrich Engels và Karl Kautsky, một người bạn của Engels và cũng là người đóng góp chính cho việc xuất bản tập bốn.
Marx bắt đầu cho một truyền thống các nhà kinh tế học tập trung một cách tương xứng vào những vấn đề chính trị, ngoài vấn đề kinh tế. Cũng ở Đức, Rosa Luxemburg là một thành viên của Đảng Dân chủ Xã hội Đức, sau này trở thành thành viên Đảng Cộng sản Đức vì lập trường của đảng này trong chiến tranh thế giới thứ nhất. Beatrice Webb ở Anh cũng là một nhà xã hội chủ nghĩa đã góp phần xây dựng cả Trường Kinh tế London lẫn Hội Fabian.

## Trào lưu tân cổ điển
Những năm 1860 xảy ra một cuộc cách mạng với kinh tế học. Các ý tưởng mới thuộc về trường phái học thuyết về cận biên. Cùng thời và viết độc lập với nhau, một người Pháp (Léon Walras), một người Áo (Carl Menger) và một người Anh (William Stanley Jevons) cùng phát triển học thuyết này, với một số dị bản. Thay vì giá cả hàng hóa và dịch vụ phản ánh lao động làm ra nó, giá cả phản ánh lợi ích cận biên của lần mua cuối cùng. Điều này có nghĩa là ở trạng thái cân bằng, sự ưa thích của người tiêu dùng với hàng hóa quyết định giá cả của nó, bao gồm một cách gián tiếp, giá của lao động.
Dòng tư duy này không thống nhất, và có ba trường phái chính độc lập với nhau. Trường phái Lausanne với hai đại diện chính là Walras và Vilfredo Pareto, phát triển các học thuyết về cân bằng tổng quát và hiệu quả Pareto. Tác phẩm chính của trường phái này là của Walras: Elements of Pure Economics (Những yếu tố của kinh tế học thuần túy). Trường phái Cambridge xuất hiện với tác phẩm cả Jevons: Theory of Political Economy (1871, Học thuyết kinh tế chính trị). Trường phái Anh này phát triển học thuyết về cân bằng từng phần và nhấn mạnh thị trường tự do có thể thất bại. Những đại diện chính là Alfred Marshall, Stanley Jevons và Arthur Cecil Pigou. Trường phái Áo do Menger, kinh tế gia người Áo, Eugen von Böhm-Bawerk và Friedrich von Wieser đại diện. Họ phát triển học thuyết về tư bản và tìm cách giải thích các cuộc khủng hoảng kinh tế. Trường phái này nổi lên với tác phẩm của Menger: Principles of Economics (1871, Những nguyên lý của kinh tế học).

### Độ thỏa dụng biên

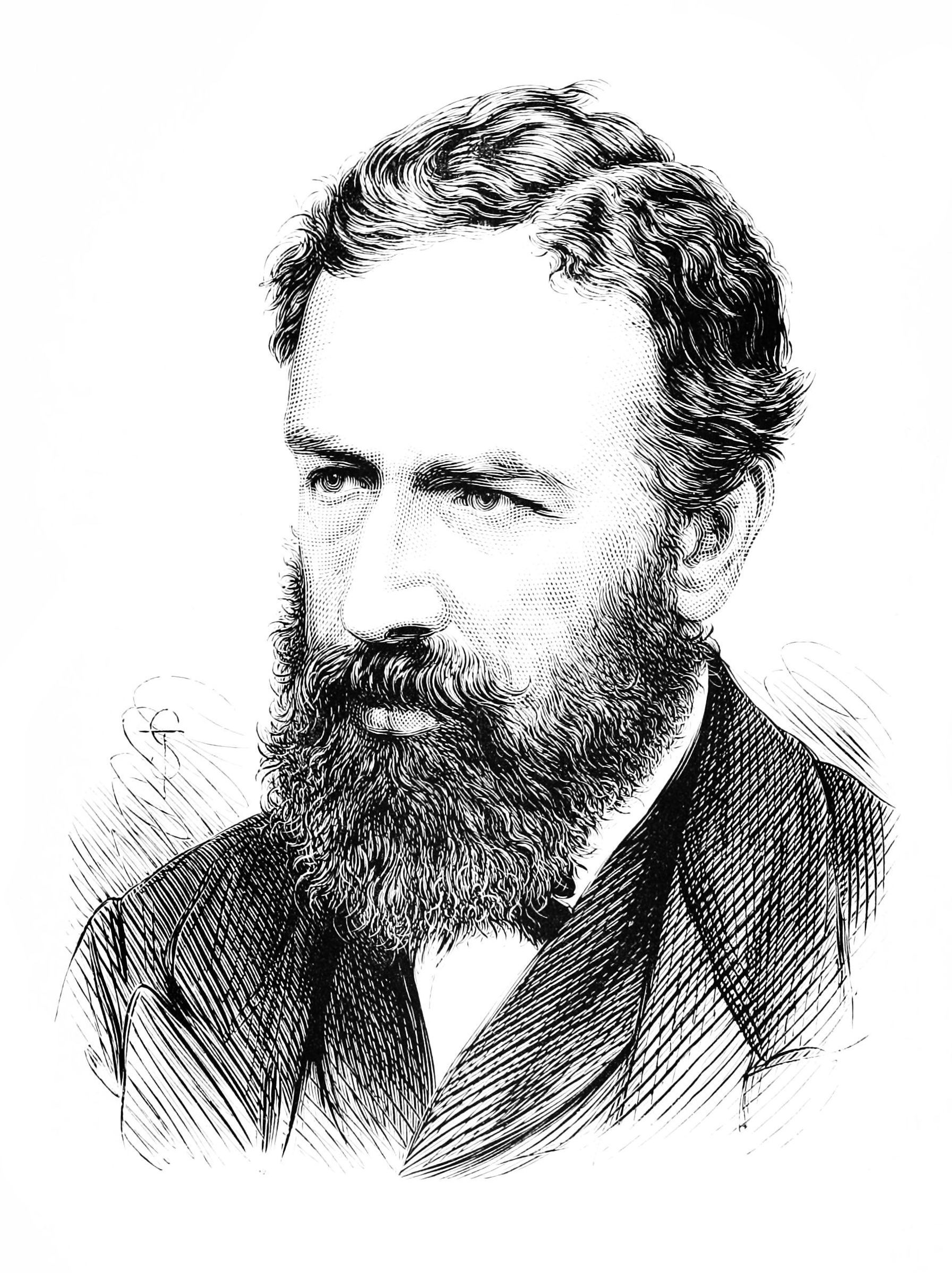
William Stanley Jevons giúp phổ biến học thuyết về độ thỏa dụng biên.

Carl Menger (1840–1921), một kinh tế gia trường phái Áo, tuyên bố nguyên tắc cơ bản của thỏa dụng biên trong tác phẩm Grundsätze der Volkswirtschaftslehre (1871, Những nguyên lý của kinh tế học). Người tiêu dùng hành động duy lý bằng cách tối đa hóa độ thỏa mãn tất cả các sở thích của họ. Họ phân phối chi tiêu theo cách đơn vị cuối cùng của một hàng hóa mà họ mua tạo ra sự hài lòng lớn nhất còn có thể. Stanley Jevons (1835–1882) là cộng sự người Anh của Menger, sau này sẽ trở thành trợ giảng rồi giáo sư tại Đại học Owens, Manchester và Đại học Tổng hợp London. Ông nhấn mạnh trong Theory of Political Economy (1871, Học thuyết về kinh tế chính trị) rằng ở mức biên, sự hài lòng với một hàng hóa và dịch vụ sẽ giảm xuống. Một ví dụ của quy luật độ thỏa dụng giảm dần là với mỗi quả cam mà một người ăn, họ sẽ ít thấy nó mang lại sự hài lòng hơn so với quả cam trước đó (cho tới khi người đó không thể ăn cam nữa). Rồi Léon Walras (1834–1910), một lần nữa cũng làm việc độc lập, tổng quát hóa học thuyết này đối với nền kinh tế trong Elements of Pure Economics (1874, Những nhân tố của kinh tế thuần túy). Những thay đổi nhỏ trong sở thích của mọi người, chẳng hạn việc chuyển từ thịt bò sang nấm, sẽ dẫn tới giá nấm tăng và giá thịt bò giảm. Điều này khiến người sản xuất dịch chuyển sản xuất, tăng đầu tư vào nấm, tăng cung trên thị trường và đạt tới một mức cân bằng mới giữa các sản phẩm, chẳng hạn như giảm giá nấm xuống mức đâu đó giữa hai mức ban đầu. Với nhiều sản phẩm khác trong nền kinh tế, mọi việc cũng sẽ xảy ra như thế, nếu giả định rằng thị trường là cạnh tranh, mọi người lựa chọn duy lý và không có chi phí trong việc chuyển đổi sở thích và sản xuất.
Những cố gắng ban đầu để giải thích các cuộc khủng hoảng theo chu kỳ, mà Karl Marx đã nói đến trước đó, không thành công. Sau khi tìm ra một tương quan về mặt thống kê giữa những vết đen Mặt Trời và các chu kỳ kinh doanh vào thời điểm nhiều người tin rằng các vết đen Mặt trời ảnh hưởng tới thời tiết do đó làm ảnh hưởng tới sản lượng nộng nghiệp, Stanley Jevons viết,
khi chúng ta biết đó là nguyên nhân, sự thay đổi của hoạt động mặt trời, cũng có nghĩa là tự nhiên làm ảnh hưởng tới sản xuất nông nghiệp, khá chắc chắn là hai hiện tượng, vòng quay tín dụng và các hoạt động của mặt trời, có liên hệ nhân quả với nhau.

### Phân tích toán học

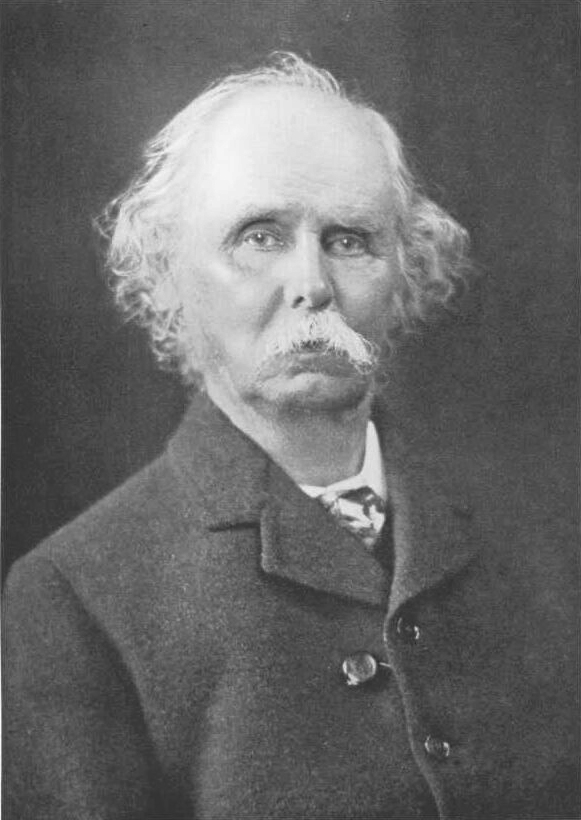
Alfred Marshall viết sách giáo khoa kinh tế được dùng thay cho sách của John Stuart Mill, Principles of Economics (1882, Những nguyên lý của kinh tế học)

Vilfredo Pareto (1848–1923) là một nhà kinh tế người Ý nổi tiếng với việc phát triển khái niệm về nền kinh tế cho phép tối đa hóa độ thỏa dụng của mỗi cá nhân, nhờ vào độ co giãn về độ thỏa dụng của những người khác thông qua sản xuất và trao đổi. Kết quả là hiệu quả Pareto. Pareto phân tích về mặt toán học đối với sự phân bổ nguồn lực như thế, đáng chú ý là thông qua việc phân bổ thu nhập trong nền kinh tế.
Alfred Marshall cũng được ghi nhận đặt kinh tế học trên một cơ sở toán học vững chắc hơn. Ông là giáo sư đầu tiên về kinh tế học ở Đại học Cambridge và tác phẩm của ông, Những nguyên lý kinh tế học trùng hợp với việc chuyển tên gọi của ngành nghiên cứu này từ kinh tế chính trị sang cách gọi được ông ưa thích hơn, kinh tế học. Ông coi toán học là cách đơn giản để giải thích kinh tế học, dù có quan điểm thận trọng, thông qua một lá thư ông gửi cho học trò của mình, Arthur Cecil Pigou.
(1) Sử dụng toán học như một ngôn ngữ rút ngắn, hơn là một phương tiện để nêu câu hỏi. (2) Tiếp tục sử dụng toán học sau khi đã diễn đạt được. (3) Dịch sang tiếng Anh phần diễn đạt. (4) Minh họa bằng những ví dụ là điều quan trọng trong cuộc sống thực tế. (5) Đốt bỏ toán học. (6) Nếu thành công ở bước 4, thì đốt bỏ bước 3. Tôi vẫn thường làm như thế.
Nổi lên sau cuộc cách mạng về cận biên, Marshall tập trung vào việc phê phán học thuyết giá trị lao động cổ điển, vốn tập trung vào phía cung của thị trường, trong khi các học thuyết về cận biên tập trung vào người tiêu dùng, tức phía cầu. Những trình bày bằng đồ thị của Marshall chính là những đồ thị cung-cầu sau này trở nên hết sức phổ biến trong kinh tế học. Ông nhấn mạnh rằng giao của cả cung và cầu là mức giá cân bằng trong một thị trường cạnh tranh. Về dài hạn, theo Marshall, chi phí sản xuất và giá cả hàng hóa và dịch vụ có khuynh hướng giảm về điểm thấp nhất nếu như sản xuất cứ được tiếp tục. Arthur Cecil Pigou trong tác phẩm Wealth and Welfare (1920, Sự giàu có và phúc lợi), thì khẳng định có tồn tại thất bại thị trường. Các thị trường không hiệu quả vì các ngoại tác kinh tế và nhà nước phải can thiệp. Tuy nhiên, Pigou vẫn duy trì sự tin tưởng ở thị trường tự do, và năm 1933, giữa cuộc khủng hoảng kinh tế, ông giải thích trong The Theory of Unemployment (Nguyên lý về thất nghiệp) rằng sự can thiệp thái quá từ nhà nước và thị trường lao động là lý do thực sự dẫn tới tình trạng thất nghiệp hàng loạt, vì chính quyền thiết lập mức lương tối thiểu, khiến cho lương không thể tự điều chỉnh. Đây sẽ là điểm tập trung bị tấn công từ John Maynard Keynes sau này.

## Trường phái Áo

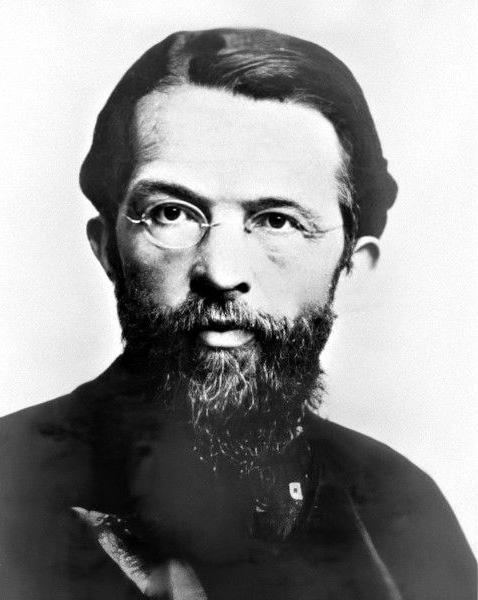
Carl Menger, người sáng lập trường phái Áo trong kinh tế học.

### Thời kỳ đầu
Trong khi giai đoạn cuối thế kỷ 19 và đầu thế kỷ 20 là thời kỳ các kinh tế gia sử dụng toán học chiếm ưu thế, những người thừa kế tư tưởng của Carl Menger, với truyền thống từ Eugen von Böhm-Bawerk, đi theo con đường khác, cổ súy việc sử dụng suy diễn logic. Nhóm này chính là trường phái Áo, phản ánh việc nhiều người sáng lập là các nhà kinh tế người Áo.
Thorstein Veblen vào năm 1900, trong tác phẩm Những khái niệm cơ bản của khoa học kinh tế, đối lập những người theo chủ nghĩa cận biên tân cổ điển, tức theo bước Alfred Marshall, với những triết thuyết của trường phái Áo.
Joseph Alois Schumpeter (1883–1950) là một kinh tế gia và khoa học gia người Áo nổi tiếng bởi các tác phẩm của ông về chu kỳ kinh doanh và sáng tạo công nghệ. Ông nhấn mạnh tầm quan trọng của các doanh nhân trong một nền kinh tế. Trong tác phẩm Các chu kỳ kinh doanh: Một phân tích lý thuyết, lịch sử và thống kê về tiến trình của chủ nghĩa tư bản (1939), Schumpeter đưa ra một tổng hợp các lý thuyết về các chu kỳ kinh doanh. Ông cho rằng những chu kỳ này có thể giải thích tình trạng của nền kinh tế. Theo Schumpeter, chủ nghĩa tư bản nhất thiết trải qua các chu kỳ dài hạn, vì nó phụ thuộc hoàn toàn vào các phát minh và sáng tạo khoa học. Kinh tế có thể tăng trưởng là nhờ vào các phát minh và sáng tạo cộng nghệ, bởi các phát minh làm tăng sản lượng và khuyến khích các doanh nhân đầu tư. Tuy nhiên, khi các nhà đầu tư không còn có hội đầu tư nữa, nền kinh tế lâm vào suy thoái, một số công ty đổ vỡ, đóng cửa và phá sản. Giai đoạn này kéo dài cho tới khi những sáng tạo công nghệ mới tạo ra quá trình phá hủy sáng tạo, phá hủy những sản phẩm cũ, giảm việc làm, nhưng cho phép nền kinh tế bắt đầu một giai đoạn tăng trưởng mới, dựa trên các sản phẩm mới và những yếu tố sản xuất mới.

### Ludwig von Mises
Ludwig von Mises (1881–1973) là nhân vật trung tâm của trường phái Áo. Trong tiểu luận của ông về kinh tế học, Hành vi con người, Mises giới thiệu môn hành vi học, "khoa học về hành vi con người", như một nền tảng mang tính khái niệm chung với các khoa học xã hội. Hành vi học coi kinh tế học là hàng loạt các trao đổi tự nguyện làm tăng sự hài lòng của các bên liên quan. Mises cũng tranh luận rằng chủ nghĩa xã hội gặp phải vấn đề không thể giải quyết được về tính toán kinh tế, mà theo ông, chỉ có thể giải quyết thông qua các cơ chế giá cả của thị trường tự do.

### Friedrich von Hayek
Những chỉ trích lớn tiếng của Mises với chủ nghĩa xã hội có ảnh hưởng lớn tới tư duy kinh tế học của Friedrich von Hayek (1899–1992), người ban đầu cũng có cảm tình với chủ nghĩa xã hội, nhưng sau đó trở thành một trong những nhà phê bình gay gắt nhất với chủ nghĩa tập thể trong thế kỷ 20. Phản ánh lại quan điểm của Adam Smith về "hệ thống tự do tự nhiên", Hayek lập luận rằng thị trường là một "trật tự ngẫu nhiên" và tích cực phản đối quan điểm về "công bằng xã hội". Hayek tin rằng mọi hình thức của chủ nghĩa tập thể (thậm chí cả những hình thức trên lý thuyết là dựa vào sự hợp tác tự nguyện) chỉ có thể duy trì bằng tình trạng tập quyền cao độ. Trong cuốn sách của ông, 
Đường tới nô dịch (1944) và các tác phẩm sau đó, Hayek tuyên bố chủ nghĩa xã hội đòi hỏi một nền kinh tế kế hoạch hóa tập trung và sự kế hoạch hóa đó có thể trở thành chủ nghĩa toàn trị. Hayek tin rằng nền văn minh ra đời chính là nhờ tư hữu về tài sản. Ông trình bày điều này trong cuốn sách của ông Thói tự phụ chết người (1988). Theo ông, các tín hiệu giá cả là phương tiện duy nhất cho phép mỗi bên ra quyết định trong nền kinh tế trao đổi với nhau các thông tin hiểu ngầm và thông tin phân tán, để giải quyết vấn đề về tính toán kinh tế. Cùng với người đồng thời Gunnar Myrdal, Hayek được trao giải Nobel năm 1974.

### Murray Rothbard
Xây dựng khái niệm trật tự ngẫu nhiên cho trường phái Áo, ủng hộ thị trường tự do trên cơ sở số nhân tiền tệ và lên án kế hoạch hóa tập trung, Murray Rothbard (1926–1995) thúc đẩy việc hủy bỏ kiểm soát cưỡng ép của chính quyền với xã hội và nền kinh tế. Ông coi quyền lực độc quyền của nhà nước là đe dọa lớn nhất với tự do và sự thịnh vượng trong dài hạn của xã hội loài người, ông gọi nhà nước là "tổ chức của những kẻ ăn cướp trắng trợn có hệ thống" và là nơi hội tụ của những cá nhân vô đạo đức nhất, tham lam nhất và vô liêm sỉ nhất trong bất cứ xã hội nào.

## Suy thoái và tái thiết
Alfred Marshall vẫn đang hoàn tất những xem xét cuối cùng với tác phẩm Những nguyên lý kinh tế học của ông thì Chiến tranh thế giới thứ nhất (1914–1918) bùng nổ. Bối cảnh đầy tự tin khi bước vào thế kỷ 20 nhanh chóng tan vỡ trên những chiến hào khi thế giới văn minh tự cắn xé nhau. Trong bốn năm, sản xuất ở Anh, Đức và Pháp được chuyển hướng hoàn toàn sang kiểu kinh tế thời chiến. Năm 1917, ở nước Nga nổ ra cuộc cách mạng của những người Bolshevik do Vladimir Lenin lãnh đạo. Họ coi học thuyết Marx là cứu tinh và cam kết với một đất nước đang tan vỡ "hòa bình, bánh mì và đất đai" thông qua các phương tiện sản xuất tập thể. Cũng năm 1917, Mỹ tham chiến bên phía Anh và Đức. Tổng thống Woodrow Wilson rao giảng khẩu hiệu "đảm bảo một thế giới an toàn cho chế độ dân chủ". Ông vạch ra một kế hoạch hòa bình mười bốn điểm. Năm 1918, Đức mở cuộc tấn công mùa xuân, nhưng thất bại, các nước đồng minh phản công dẫn tới việc hàng triệu người thiệt mạng vì chiến tranh. Trong nội bộ nước Đức diễn ra cuộc Cách mạng Đức, chính quyền lâm thời theo đuổi hòa bình trên cơ sở mười bốn điểm của Wilson. Châu Âu là một đống điêu tàn, về tài chính, vật chất và tâm lý, với một tương lai được sắp xếp ở Hội nghị hòa bình Paris, 1919. John Maynard Keynes là đại diện của Bộ Tài chính Anh ở hội nghị và là người chỉ trích gay gắt nhất những kết quả của hội nghị.

### John Maynard Keynes

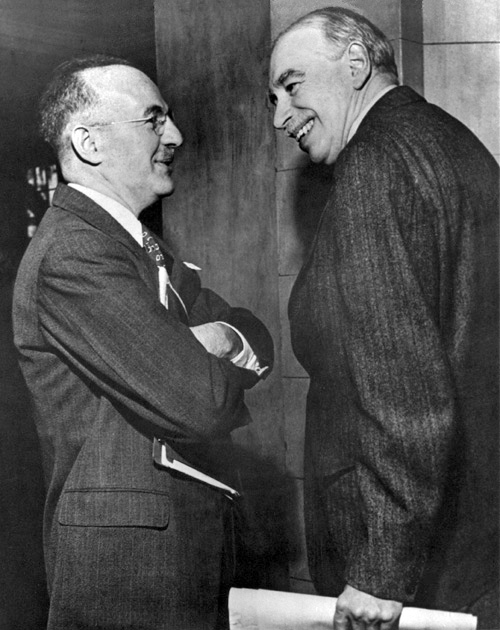
John Maynard Keynes (phải) cùng đồng sự người Mỹ Harry White tại hội nghị Bretton Woods.

John Maynard Keynes (1883–1946) sinh ở Cambridge, học Đại học Eton và là cấp dưới của cả Arthur Cecil Pigou và Alfred Marshall ở Đại học Cambridge. Ông khởi nghiệp là giảng viên, trước khi chuyển sang làm việc cho chính phủ Anh, rồi leo lên chức đại diện về tài chính của chính phủ Anh ở Hội nghị hòa bình Paris, 1919. Những nhận xét của ông được nêu trong cuốn Những hậu quả kinh tế của hòa bình, (1919) nơi ông ghi lại sự giận dữ của mình vì nước Mỹ đã không thể đảm bảo những điều đã nêu ra trong Mười bốn Điểm của Woodrow Wilson  và tâm lý buộc tội không khoan dung với những nước thắng trận với Đức. Keynes rời hội nghị và sử dụng những thông tin kinh tế thu thập được từ hồ sơ hội nghị, ông lập luận rằng nếu những nước chiến thắng buộc phe trục phải trả các khoản bồi thường chiến phí thì chắc chắn sẽ xảy ra khủng hoảng tài chính thế giới, dẫn tới một cuộc thế chiến thứ hai. Keynes hoàn tất tiểu luận của ông bằng cách kêu gọi, trước hết, giảm gánh nặng trả chiến phí cho Đức xuống còn mức có thể thực hiện trong thực tế, tăng quản trị liên chính phủ với sản xuất than và một liên minh tự do thương mại thông qua Hội Quốc Liên; thứ hai, một thỏa thuận bù trừ các khoản nợ giữa các nước đồng minh; thứ ba, cải tổ toàn diện hệ thống hối đoái quốc tế và thành lập một quỹ cho vay quốc tế; và thứ tư, nối lại quan hệ thương mại với Nga và Đông Âu.
Cuốn sách là một thành công lớn, và dù nó bị một số người chỉ trích vì những tiên đoán thiếu chính xác, không có những thay đổi mà ông kêu gọi, các dự báo đen tối của Keynes đã đúng với những gì thế giới trải qua trong cuộc Đại khủng hoảng bùng nổ vào năm 1929 và dần kéo theo cuộc chiến tranh thế giới thứ hai năm 1939. Chiến tranh thế giới thứ nhất từng được chờ đợi là "cuộc chiến kết thúc mọi cuộc chiến", nhưng việc các thỏa thuận hòa bình thất bại hoàn toàn trong việc ngăn chặn một cuộc chiến lớn nữa khiến lần này quyết tâm của các cường quốc không để lặp lại sai lầm tương tự càng mạnh mẽ. Sau thất bại của chủ nghĩa phát xít, hội nghị Bretton Woods được tổ chức để thiết lập trật tự kinh tế mới. Keynes một lần nữa lại đóng vai trò trung tâm.

### Lý thuyết tổng quát

Trang bìa cuốn "Lý thuyết tổng quát" của.

Trong thời kỳ Đại khủng hoảng, Keynes đã xuất bản tác phẩm quan trọng nhất của ông, Lý thuyết tổng quát về việc làm, lãi suất và tiền tệ (1936). Cuộc Đại suy thoái bắt đầu bởi cuộc đổ vỡ ở thị trường chứng khoán Phố Wall năm 1929, dẫn tới tỉ lệ thất nghiệp tăng cao ở Mỹ, kéo theo việc nước này phải thu hồi những khoản nợ từ các con nợ ở châu Âu, và hiệu ứng domino về kinh tế lan nhanh ra toàn cầu. Kinh tế học chính thống thời bấy giờ kêu gọi siết chặt chi tiêu, cho tới khi lòng tin trong kinh doanh và lợi nhuận được phục hồi. Keynes ngược lại, lập luận trong A Tract on Monetary Reform (1923, Một tiểu luận về cải cách tiền tệ) rằng có nhiều yếu tố quyết định các hoạt động kinh tế, và chờ đợi cân bằng thị trường tự tái lập trong dài hạn là không đủ. Như Keynes viết trong nhận xét nổi tiếng của ông,
...vấn đề dài hạn là một định hướng sai lầm với những khó khăn hiện giờ. Trong dài hạn tất cả chúng ta đều chết. Các nhà kinh tế học thiết lập một nhiệm vụ quá dễ dàng, quá vô dụng như thể trong mùa bão họ chỉ nói với chúng ta rằng khi cơn bão kéo dài đã qua, đại dương sẽ phẳng lặng trở lại.
Ngoài vấn đề chủ đạo về cung tiền, Keynes xác định xu hướng cận biên của tiêu dùng, nguồn gốc của đầu tư, hiệu quả biên của vốn, sự ưa thích thanh khoản và hiệu ứng số nhân là các biến quyết định mức độ sản lượng của nền kinh tế, việc làm và giá cả. Hầu hết các thuật ngữ của Keynes là do chính ông sáng tạo ra riêng cho tác phẩm Lý thuyết tổng quát, dù các ý tưởng cơ bản là khá đơn giản. Keynes lập luận rằng nếu tiết kiệm không chuyển hóa thành đầu tư thông qua các thị trường tài chính, tổng chi tiêu sẽ giảm xuống. Chi tiêu giảm dẫn tới giảm thu nhập và tăng thất nghiệp, điều này lại làm giảm tiết kiệm. Tiết kiệm giảm tiếp tục cản trở mong muốn đầu tư, dẫn tới một mức cân bằng mới sẽ được thiết lập cho tới khi việc giảm chi tiêu dừng lại. Mức cân bằng mới này chính là suy thoái, khi mọi người đầu tư ít hơn, tiết kiệm ít hơn và chi tiêu ít hơn.
Kenyes lập luận rằng việc làm phụ thuộc vào tổng chi tiêu, bao gồm chi tiêu cho tiêu dùng và đầu tư kinh doanh ở lĩnh vực tư nhân. Người tiêu dùng chỉ chi tiêu một cách thụ động, hay dựa trên những tính toán với thu nhập của họ. Mặt khác, việc các doanh nghiệp có muốn bỏ vốn đầu tư hay không phụ thuộc vào kỳ vọng về những đầu tư mới (lợi nhuận) và tỉ lệ lãi suất phải trả (chi phí). Vì thế, theo Keynes, nếu kỳ vọng kinh doanh không đổi, việc chính phủ giảm lãi suất (chi phí vay), đầu tư sẽ tăng và sẽ có ảnh hưởng cấp số nhân với tổng chi tiêu. Đến lượt nó, tỉ lệ lãi suất phụ thuộc vào số lượng tiền và mong muốn giữ tiền trong tài khoản ngân hàng (tức là tiết kiệm, trái ngược với đầu tư). Nếu không có đủ tiền trong nền kinh tế để cung ứng cho số người muốn giữ tiền, lãi suất sẽ tăng cho tới khi có đủ những người muốn giữ tiền bị loại ra vì không đủ cung tiền. Nên nếu lượng tiền tăng, trong khi mong muốn giữ tiền không đổi, tỉ lệ lãi suất sẽ giảm, dẫn tới tăng đầu tư, sản lượng và việc làm. Vì cả hai lý do này, Keynes do đó kêu gọi lãi suất thấp và tín dụng dễ dàng, để đối phó với thất nghiệp.
Nhưng Keynes tin rằng trong những năm 1930, các điều kiện đòi hỏi lĩnh vực công phải hành động. Chi tiêu thâm hụt ngân sách, theo Keynes, sẽ giúp kích hoạt các hoạt động kinh tế. Điều này được ông ủng hộ trong lá thư công khai gửi cho Tổng thống Mỹ Franklin D. Roosevelt đăng trên báo The New York Times (1933). Chính sách kinh tế mới ở Mỹ đang tiến hành nửa chừng thì Lý thuyết tổng quát được xuất bản. Nó cung cấp những nền tảng lý luận cho các chính sách đã được thực thi trên thực tế. Keynes cũng tin tưởng vào việc phân phối thu nhập công bằng hơn, cũng như đánh thuế đối với thu nhập không từ các hoạt động kinh doanh hay lao động nòng cốt với lập luận tỉ lệ tiết kiệm cao (thường là của những người giàu) không tốt cho một nền kinh tế phát triển. Keynes do đó khuyến khích cả quản lý tiền tệ và một chính sách tài khóa tích cực.

### Kinh tế học Keynes

Piero Sraffa.

Trong chiến tranh thế giới thứ hai, Keynes lại làm trợ lý cho Bộ Tài chính Anh, thương lượng các khoản vay lớn từ Mỹ. Ông hỗ trợ lập các kế hoạch hình thành nên Quỹ Tiền tệ Quốc tế, Ngân hàng Thế giới và Tổ chức thương mại quốc tế tại Hội nghị Bretton Woods, một gói giải pháp được thiết kế để ổn định nền kinh tế thế giới vốn gặp rất nhiều trục trặc trong những năm 1920 và tạo ra một sân chơi thương mại bình đẳng trên toàn cầu. Keynes qua đời hơn một năm sau đó, nhưng những ý tưởng của ông đã giúp hình thành nên trật tự kinh tế toàn cầu mới, và tất cả các chính phủ phương tây đều áp dụng đơn thuốc về chi tiêu thậm hụt để vượt qua khủng hoảng và duy trì việc làm đầy đủ cho nền kinh tế.
Một trong những học trò của Keynes ở Cambridge là Joan Robinson, người đã đóng góp ý tưởng rằng cạnh tranh hiếm khi nào hoàn hảo trong thị trường, một sự hoài nghi với lý thuyết cho rằng các thị trường sẽ giúp thiết lập giá cả. Trong tác phẩm The Production Function and the Theory of Capital (1953, Chức năng sản xuất và học thuyết về tư bản), Robinson nêu ra vấn đề mà bà cho là đã bị hiểu sai trong kinh tế học chính thống. Những nhà kinh tế học tân cổ điển cho rằng một thị trường cạnh tranh buộc các nhà sản xuất phải tối thiểu hóa chi phí sản xuất. Robinson thì cho rằng chi phí sản xuất đơn giản là giá của các đầu vào, như vốn tư bản.
Và nếu giá của các sản phẩm cuối cùng quyết định giá của vốn, khi đó, theo Robinson, sẽ là nghịc lý nếu cho rằng giá của vốn quyết định giá của sản phẩm cuối cùng. Không thể định giá hàng hóa chừng nào chưa thể định giá các yếu tố đầu vào. Đây không phải là vấn đề trong một thị trường cạnh tranh hoàn hảo khi tất cả có thể diễn ra đồng thời, nhưng trong thế giới thật, quá trình xác định giá mất thời gian, hàng hóa được định giá trước khi được bán. Do giá của vốn không thể được định bằng những đơn vị đo lường độc lập, làm cách nào có thể chứng minh rằng vốn vốn bỏ ra giúp thu về một khoản bằng với giá các đầu vào cho sản xuất?
Piero Sraffa trở lại Anh từ nước Ý phát-xít vào những năm 1920 và làm việc với Keynes ở Cambridge. Năm 1960, ông xuất bản một cuốn sách nhỏ nhan đề Production of Commodities by Means of Commodities (Sản xuất hàng hóa bằng các phương tiện hàng hóa), trong đó giải thích các mối quan hệ về công nghệ là nền tảng cho việc sản xuất hàng hóa và dịch vụ ra sao. Giá cả có nguồn gốc từ trao đổi lương-lợi nhuận, thương lượng tập thể, xung đột giữa quản trị và lao động và sự can thiệp của kế hoạch của chính phủ. Giống như Robinson, Sraffa trình bày về việc các lực lớn có thể tác động lên quá trình định giá trong nền kinh tế ra sao, và những lực đó không nhất thiết phải là việc điều chỉnh của thị trường.

## "Lối sống Mỹ"
Trước chiến tranh thế giới thứ hai, các nhà kinh tế Mỹ đóng vai trò không đáng kể. Trong thời gian này, các nhà kinh tế học định chế chủ yếu tập trung sự chỉ trích vào "lối sống Mỹ", một thứ chủ nghĩa tiêu dùng phô trương trong những năm hai mươi xa hoa ngay trước vụ đổ vỡ trên thị trường chứng khoán Phố Wall năm 1929. Tuy nhiên sau chiến tranh, Liên Xô và châu Âu là đống điêu tàn, đế quốc Anh sắp đi đến hồi kết và nước Mỹ đang trở thành một siêu cường không thể tranh cãi, nhất là về kinh tế. Một trường phái thiếu chính thống hơn bắt đầu bén rễ, chống lại phong cách tranh luận trong sáng dễ hiểu của Keynes và toán học hóa một cách phức tạp kinh tế học. Quan điểm kinh tế học truyền thống cũng bị thách thức bởi một nhóm các học giả có quan điểm cấp tiến ở Đại học Chicago. Họ thúc đẩy "giải phóng" và "tự do", muốn làm hồi sinh những chính phủ không can thiệp vào nền kinh tế như hồi thế kỷ 19.

### Kinh tế học định chế

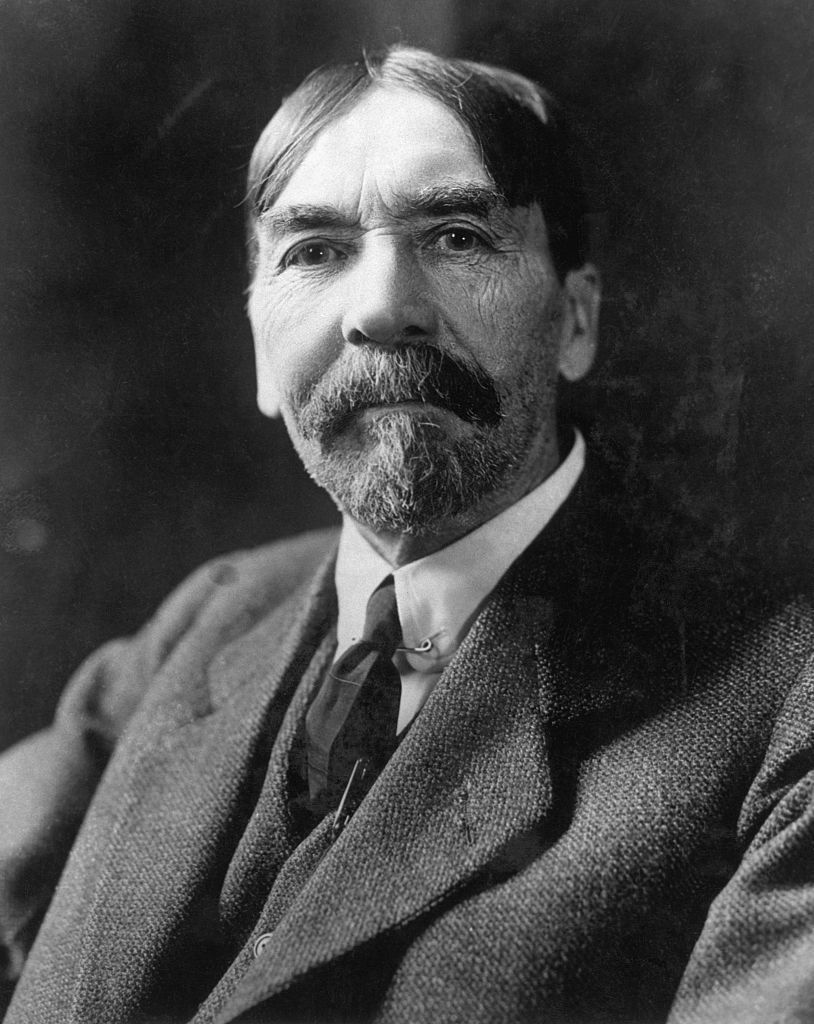
Thorstein Veblen xuất thân từ một gia đình nhập cư Na Uy vào miền trung tây nước Mỹ.

Thorstein Veblen (1857–1929), xuất thân từ vùng nông thôn miền trung tây nước Mỹ và làm việc ở Đại học Chicago, là một trong những nhân vật nổi tiếng nhất sớm chỉ trích "lối sống Mỹ". Trong tác phẩm The Theory of the Leisure Class (1899, Học thuyết về giai cấp hưởng thụ), ông phê phán nền văn hóa chủ nghĩa vật chất và những người giàu có tiêu dùng phô trương sự giàu có của họ để khoe khoang thành công và trong tác phẩm The Theory of Business Enterprise (1904, Học thuyết về đế chế kinh doanh), Veblen phân biệt sản xuất những hàng hóa hữu dụng cho con người và sản xuất thuần túy vì mục tiêu lợi nhuận. Ông tranh luận rằng các doanh nghiệp luôn theo đuổi điều sau khiến điều trước bị cản trở. Sản lượng và tiến bộ công nghệ bị hạn chế bởi các thói quen kinh doanh và việc tạo ra những độc quyền. Các doanh nghiệp bảo vệ đầu tư tư bản hiện hữu của họ và vay mượn quá trớn, dẫn tới suy thoái và gia tăng chi tiêu quân sự và chiến tranh vì các doanh nghiệp kiểm soát quyền lực chính trị. Hai cuốn sách này, tập trung sự chỉ trích trước hết vào chủ nghĩa tiêu dùng và sau đó là vào việc tìm kiếm lợi nhuận, không nói gì về những thay đổi. Tuy nhiên, năm 1911, Veblen gia nhập Đại học Missouri, nơi ông ủng hộ Herbert Davenport, trưởng khoa kinh tế của trường. Veblen ở lại Columbia, Missouri tới năm 1918. Năm đó, ông chuyển sang New York và bắt đầu làm biên tập viên cho tạp chí The Dial, rồi năm 1919, cùng với Charles A. Beard, James Harvey Robinson và John Dewey, ông chung tay thành lập trường đại học nay là The New School ở New York. Ông cũng là thành viên Liên minh kỹ thuật, do Howard Scott sáng lập năm 1999. Từ 1919 tới 1926, Veblen tiếp tục viết và tham gia hàng loạt hoạt động ở The New School. Trong thời kỳ này ông viết tác phẩm The Engineers and the Price System (1921, Các kỹ sư và hệ thống giá cả).
John R. Commons (1862–1945) cũng đến từ vùng trung tây nước Mỹ. Nhấn mạnh những ý tưởng của ông trong tác phẩm Institutional Economics (1934, Kinh tế học định chế), Commons cho rằng nền kinh tế là một mạng lưới các mối quan hệ giữa nhiều người với các quan tâm khác nhau. Có những doanh nghiệp độc quyền, các tập đoàn lớn, tranh chấp lao động và chu kỳ kinh doanh. Tuy nhiên, họ có lợi ích trong việc giải quyết những tranh chấp này. Commons cho rằng các chính phủ phải đóng vai trò người trung gian giữa các nhóm xung đột. Bản thân Commons dành nhiều thời gian làm việc trung gian và tư vấn trong các ủy ban công nghiệp của chính phủ.

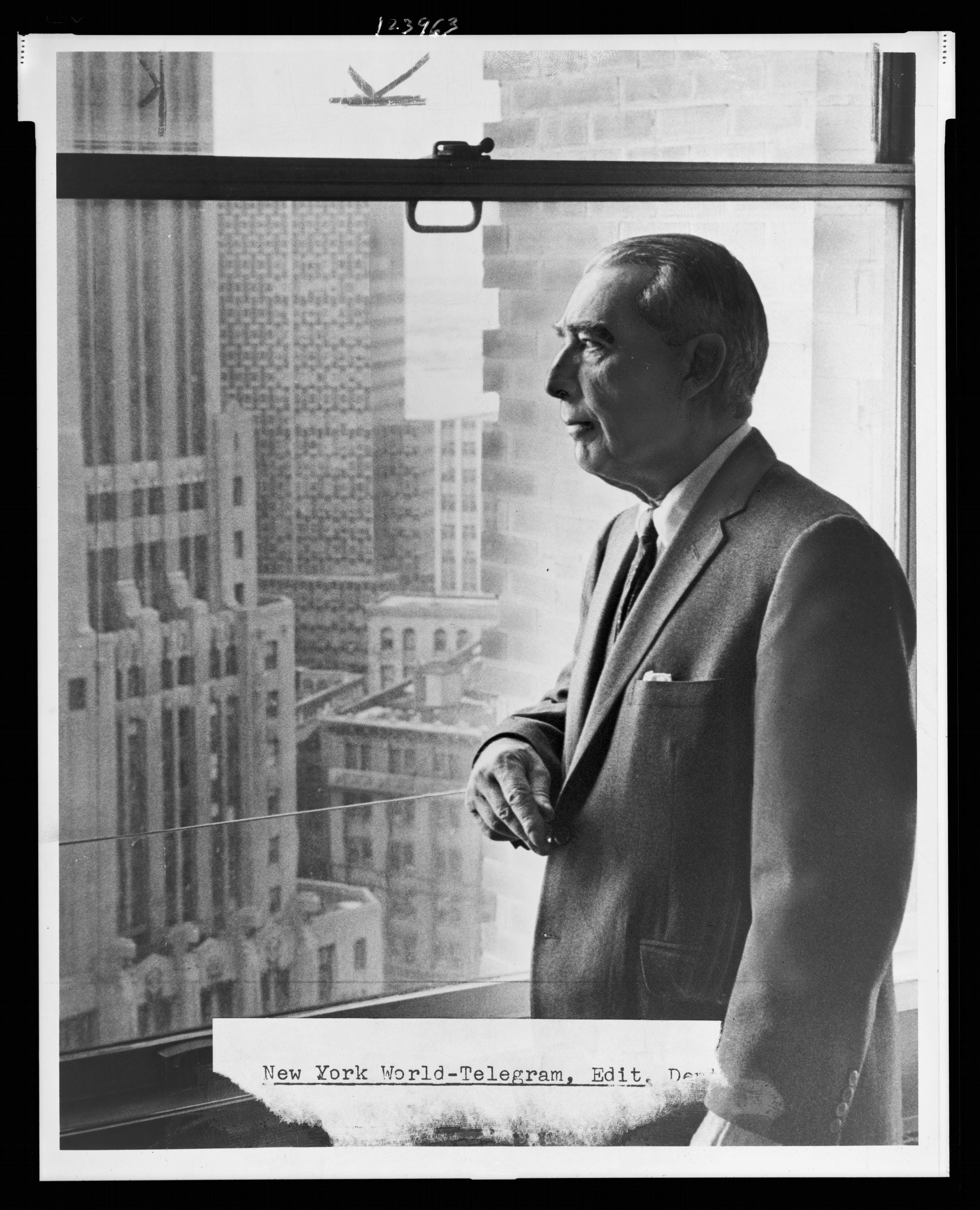
Adolf Augustus Berle, Jr. cùng Gardiner Means là những thành viên sáng lập của quản trị công ty hiện đại.

Cuộc Đại khủng hoảng là thời gian có những thay đổi mang tính đảo lộn ở Mỹ. Một trong những đóng góp đầu tiên tìm hiểu tại sao mọi việc lại trở nên tồi tệ như vậy xuất phát từ một luật sư ở Đại học Harvard tên là Adolf Berle (1895–1971), người giống như John Maynard Keynes, đã từ nhiệm cương vị ngoại giao của mình ở Hội nghị hòa bình Paris năm 1919 và hết sức thất vọng vì Hòa ước Versailles. Trong cuốn sách của ông với Gardiner C. Means, The Modern Corporation and Private Property (1932, Công ty hiện đại và tài sản tư nhân), ông đã vạch ra chi tiết về quá trình tiến hóa của nền kinh tế hiện đại thông qua các doanh nghiệp lớn, và tranh luận rằng những ai quản lý các công ty lớn phải có trách nhiệm lớn hơn với xã hội. Hội đồng quản trị của các công ty này phải chịu trách nhiệm với các cổ đông của công ty theo các quy định trong luật doanh nghiệp. Điều này bao gồm quyền bầu và sa thải các thành viên ban giám đốc, yêu cầu triệu tập những cuộc gặp mặt chung thường kỳ, các tiêu chuẩn kiểm toán... Ở nước Mỹ những năm 1930, luật doanh nghiệp điển hình (chẳng hạn như ở bang Delaware) không hề đề cập những quyền đó. Berle lập luận rằng những giám đốc các công ty không phải chịu trách nhiệm, do đó họ có thể tuồn thành quả lợi nhuận kinh doanh vào túi riêng, quản trị vì lợi ích cá nhân của họ. Điều này càng dễ thực hiện khi phần lớn các cổ đông ở những công ty đại chúng chỉ là các cá nhân đơn lẻ, với ít phương tiện liên lạc với nhau, một cách ngắn gọn, bị chia rẽ và dễ bị khuất phục. Berle làm trong chính phủ của Tổng thống Franklin Delano Roosevelt trong suốt cuộc khủng hoảng và là thành viên chủ chốt của nhóm "Brain trust" đã phát triển rất nhiều chính sách cụ thể trong Chính sách kinh tế mới. Năm 1967, Berle và Means ấn hành một phiên bản đã sửa chữa của tác phẩm trước kia, với lời giới thiệu gồm những ý tưởng mới. Họ muốn không chỉ tách biệt những người điều hành công ty và chủ của công ty. Họ đặt câu hỏi về việc mục đích thực sự của cấu trúc doanh nghiệp là gì.
Những người nắm giữ chứng khoán không làm việc vất vả để kiếm được lợi tức từ cổ tức hoặc giá cổ phiếu tăng. Họ hưởng lợi đơn giản bởi vị trí của họ. Lý lẽ cho việc thừa kế cổ phần của họ... chỉ là trên những cơ sở xã hội... lý giải đó đưa chúng ta tới vấn đề về việc phân phối cũng như tồn tại của cải. Sự giàu có chỉ được chia sẻ trực tiếp cho một số những cá nhân đã có sẵn sự giàu có (tức các cổ phiếu). Sự biện minh cho việc tồn tại của những người nắm giữ cổ phần do đó phụ thuộc vào việc gia tăng phân bổ của cải cho người dân Mỹ. Lý tưởng thì vị trí của những người nắm giữ cổ phần chỉ vững vàng khi mọi gia đình Mỹ có phần chia trong vị trí và sự giàu có đó.

### John Kenneth Galbraith

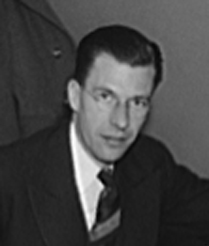
John Kenneth Galbraith bắt đầu sự nghiệp với tư cách một nhân vật nòng cốt trong Chính sách kinh tế mới của chính phủ Tổng thống Franklin Delano Roosevelt trong thời kỳ Đại khủng hoảng. Một phỏng vấn với ông vào đầu những năm 1990 có thể xem được ở đây.

Sau chiến tranh, John Kenneth Galbraith (1908–2006) trở thành một kinh tế gia điển hình ủng hộ vai trò can thiệp tích cực của chính phủ và nền chính trị tự do-dân chủ. Trong tác phẩm Affluent Society (1958, Tầng lớp giàu có), Galbraith tranh luận các cử tri đạt tới sự giàu có nhất định về vật chất sẽ bỏ phiếu chống lại hàng hóa công. Ông cho rằng "trí tuệ thông thường" của những người bảo thủ không đủ để giải quyết vấn đề bất công xã hội. Trong thời đại của các doanh nghiệp lớn, ông cho rằng sẽ là không thực tế khi nghĩ về các thị trường theo đẳng cấp. Các doanh nghiệp lớn định giá và sử dụng quảng cáo để tạo ra cầu nhân tạo cho các sản phẩm của họ, bóp méo sự ưa thích thực sự của người tiêu dùng. Sự ưa thích tiêu dùng thực ra là phản ánh mong muốn của các tập đoàn lớn, một "hiệu ứng phụ thuộc", và nền kinh tế như một tổng thể sẽ lao vào những mục tiêu sai lầm. Trong tác phẩm The New Industrial State (Nhà nước công nghiệp mới), Galbraith tranh luận rằng các quyết định kinh tế được lên kế hoạch bởi một cấu trúc tư nhân-quan liêu, một cấu trúc kỹ trị của các chuyên gia lũng đoạn thị trường và các kênh truyền thông. Hệ thống này phục vụ lợi ích bản thân của cấu trúc đó, lợi nhuận đơn lẻ không còn là động cơ chính và ngay cả các giám đốc công ty cũng không còn nắm quyền kiểm soát. Vì họ là những người lên kế hoạch mới, các tập đoàn căm ghét rủi ro và đòi hỏi nền kinh tế cũng như thị trường ổn định. Họ mua đứt các chính phủ để phục vụ mục đích của mình thông qua chính sách tài khóa và tiền tệ, chẳng hạn như dính chặt lấy các chính sách của những người trọng tiền giúp làm giàu cho những người cho vay ở đô thị thông qua tăng lãi suất. Trong khi các mục tiêu của một tầng lớp giàu có và chính quyền đồng lõa với tầng lớp đó phục vụ cho cấu trúc kỹ trị phi lý, số đông dân chúng sẽ dần trở nên nghèo đi. Galbraith mô tả bức tranh giống như bước từ những căn biệt thự áp mái giàu có xuống các đường phố không được lát vỉa hè, từ những khu vườn cảnh quan lộng lẫy tới những công viên công cộng nhếch nhác. Trong tác phẩm Economics and the Public Purpose (1973, Kinh tế học và mục đích công cộng), Galbraith bảo vệ "chủ nghĩa xã hội mới" như giải pháp cho những bất công đó, quốc hữu hóa sản xuất của quân đội và các dịch vụ công như phúc lợi y tế, áp đặt mức lương tối thiểu và kiểm soát giá cả là các biện pháp để giảm bất bình đẳng.

### Paul Samuelson

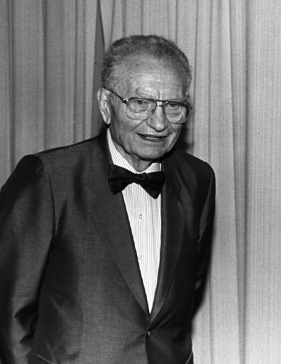
Paul Samuelson đã viết những sách giáo khoa kinh tế học bán chạy nhất.

Trái với phong cách hùng hồn của Galbraith, kinh tế học sau chiến tranh bắt đầu tổng hợp phần lớn tác phẩm của John Maynard Keynes bằng diễn giải toán học. Các khóa học kinh tế học nhập môn ở đại học bắt đầu bằng cách giới thiệu kinh tế học như một khoa học thống nhất được diễn giải dưới hình thức tổng quát hóa các quan điểm tân cổ điển. "Kinh tế học thực chứng" là cụm từ được tạo ra để mô tả những khuynh hướng nhất định trong các quy luật kinh tế học có thể được quan sát một cách khách quan và được mô tả thông qua các giá trị thực tế, tách biệt với "kinh tế học chuẩn tắc" thông qua suy luận và đánh giá. Người viết sách giáo khoa bán chạy nhất ở thế hệ này chính là Paul Samuelson (1915–2009). Luận văn tiến sĩ của ông là một nỗ lực chứng tỏ rằng các phương pháp toán học có thể trở thành cốt lõi cho việc diễn giải các học thuyết kinh tế. Luận văn được xuất bản thành sách, Foundations of Economic Analysis (Những nền tảng của phân tích kinh tế học) vào năm 1947. Samuelson bắt đầu với hai giả định mang tính tiên đề. Thứ nhất, các cá nhân và công ty hành động để tối đa hóa lợi ích của họ. Thứ hai, các thị trường có khuynh hướng hướng tới điểm cân bằng thị trường về giá cả, khi cầu bằng với cung. Ông mở rộng các phương pháp toán học để mô tả hành vi cân bằng của các hệ thống kinh tế, bao gồm cả học thuyết mới về kinh tế vĩ mô của John Maynard Keynes. Trong khi Richard Cantillon áp dụng các nguyên lý về trọng lực và các định luật cơ học của Isaac Newton vào thị trường cạnh tranh, những người trọng nông sao chép hệ tuần hoàn máu để áp dụng vào mô hình thu nhập của họ, William Jevons phát hiện các chu kỳ tăng trưởng trùng với các chu kỳ của các vết đen Mặt Trời, Samuelson áp dụng lý thuyết nhiệt động lực học vào lý thuyết kinh tế. Đánh giá lại kinh tế học như một khoa học cứng cũng được thực hiện ở Anh và một trong những "phát hiện" được biết đến nhiều nhất là của A. W. Phillips về sự tương quan giữa lạm phát và thất nghiệp. Kết luận chính sách của phát hiện này là để bảo đảm toàn dụng việc làm, thì phải đánh đổi bằng lạm phát cao. Samuelson đã kết hợp ý tưởng của đường cong Phillips vào tác phẩm của ông. Paul Samuelson được trao giải Nobel kinh tế học vào năm 1970 vì sự kết hợp toán học với kinh tế chính trị học của ông.

### Kenneth Arrow

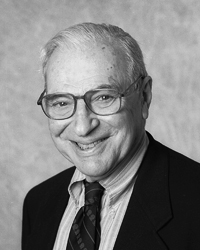
Kenneth Arrow, trả lời phỏng vấn (1/09) trong cuộc khủng hoảng tài chính 2007–2010 ở đây.

Kenneth Arrow (s. năm 1921) là em rể của Paul Samuelson. Tác phẩm lớn đầu tiên của ông, luận văn tiến sĩ tại Đại học Columbia là Social Choice and Individual Values (1951, Lựa chọn xã hội và các giá trị cá nhân), đưa kinh tế học tương tác với lý thuyết chính trị. Tác phẩm này mở đường cho học thuyết về lựa chọn xã hội và định lý về sự bất khả của Arrow. Theo lời ông,
Nếu chúng ta loại trừ khả năng những so sánh giữa các cá nhân về độ thỏa dụng, thì các phương pháp duy nhất chuyển từ sở thích cá nhân sang sở thích xã hội, điều được xác định là hàng loạt các sự ưa thích cá nhân khác nhau, hoặc là bị ép buộc, hoặc là độc đoán.

Lập luận này gây ra tranh luận lớn trong cách diễn giải những điều kiện khác nhau của định lý và ý nghĩa của nó với nền dân chủ và phổ thông đầu phiếu. Gây tranh cãi nhiều nhất trong bốn (1963) hoặc năm (1950-1951) điều kiện của ông là sự độc lập của các nhân tố thay thế không tương quan.
Trong những năm 1950, Arrow và Gérard Debreu phát triển mô hình Arrow–Debreu về cân bằng tổng quát. Năm 1971, Arrow cùng Frank Hahn đồng tác giả cuốn General Competitive Analysis (1971, Phân tích so sánh tổng quát), trong đó đánh giá lại học thuyết về cân bằng tổng quát của giá cả thông qua nền kinh tế. Năm 1969, Ngân hàng Trung ương Thụy Điển bắt đầu trao một giải thưởng cho kinh tế học, tương đương với các giải Nobel trong những lĩnh vực hóa học, y học, vật lý, văn học và hòa bình (dù Alfred Nobel không hề đề cập điều đó trong di chúc của ông). Cùng John Hicks, Arrow giành giải thưởng của Ngân hàng Trung ương Thụy Điển năm 1972, người nhận giải trẻ nhất từ trước tới đó. Năm trước đó, Tổng thống Mỹ Richard Nixon đã tuyên bố "Giờ thì tất cả chúng ta đều là những người Keynes". Điều mỉa mai nằm ở chỗ tuyên bố đó khởi đầu cho một cuộc cách mạng mới trong tư duy kinh tế học.

## Chủ nghĩa trọng tiền và trường phái Chicago
Những chính sách can thiệp tài khóa và tiền tệ mà kinh tế học chính thống hậu chiến khuyến khích bắt đầu bị chỉ trích đặc biệt bởi một nhóm các lý thuyết gia ở Đại học Chicago, sau này sẽ trở thành trường phái Chicago. Khuynh hướng tư duy bảo thủ hơn này nhắc lại quan điểm tự do trước đó về hoạt động thị trường, rằng tốt nhất là để tất có mọi người tự do hành động trong nền kinh tế.

### Ronald Coase
Ronald Coase (s. năm 1910) là nhà phân tích kinh tế luật hàng đầu và là người đoạt giải Nobel Kinh tế học năm 1991. Bài báo lớn đầu tiên của ông, The Nature of the Firm (1937, Bản chất của doanh nghiệp), tranh luận rằng lý do cho sự tồn tại của các doanh nghiệp chính là bởi vẫn còn chi phí giao dịch. Các cá nhân duy lý trao đổi với nhau thông qua các giao dịch hợp đồng song phương trên các thị trường mở cho tới khi chi phí giao dịch khiến sử dụng các công ty để sản xuất ra hàng hóa tiết kiệm chi phí hơn. Bài báo lớn thứ hai của ông, The Problem of Social Cost (1960, Vấn đề chi phí xã hội), lập luận rằng nếu chúng ta sống trong một thế giới không có chi phí giao dịch, mọi người sẽ thương lượng với nhau để tạo ra sự tập hợp nguồn lực giống nhau, dù cho một tòa án có phán quyết thế nào về những tranh cãi tài sản. Coase sử dụng một ví dụ pháp lý cũ về vụ án Sturges kiện Bridgman, khi một người làm bánh ồn ào và một bác sĩ yên tĩnh là hàng xóm lôi nhau ra tòa để xem ai phải chuyển nhà đi. 
 Coase nói dù quan tòa có phán quyết người thợ làm bánh phải ngưng máy móc của ông ta, hay bác sĩ phải chấp nhận, họ có thể cùng nhau có một thỏa thuận cùng có lợi xem ai sẽ chuyển đi với kết quả phân bổ nguồn lực cuối cùng là như nhau. Chỉ vì sự tồn tại của chi phí giao dịch nên điều này không thể diễn ra. Vì vậy luật pháp phải tiên liệu trước điều gì sẽ xảy ra và được hướng dẫn bởi những giải pháp hiệu quả nhất về mặt kinh tế. Ý tưởng là luật pháp và quy định không quan trọng bằng hoặc không hiệu quả trong việc hỗ trợ cho mọi người như các luật sư và những nhà hoạch định kế hoạch của chính quyền vẫn tin tưởng. Coase và những người giống ông muốn một sự thay đổi trong cách tiếp cận, trong đó xem xét việc can thiệp của chính phủ vào thị trường dựa trên phân tích chi phí của hành động can thiệp.

### Milton Friedman

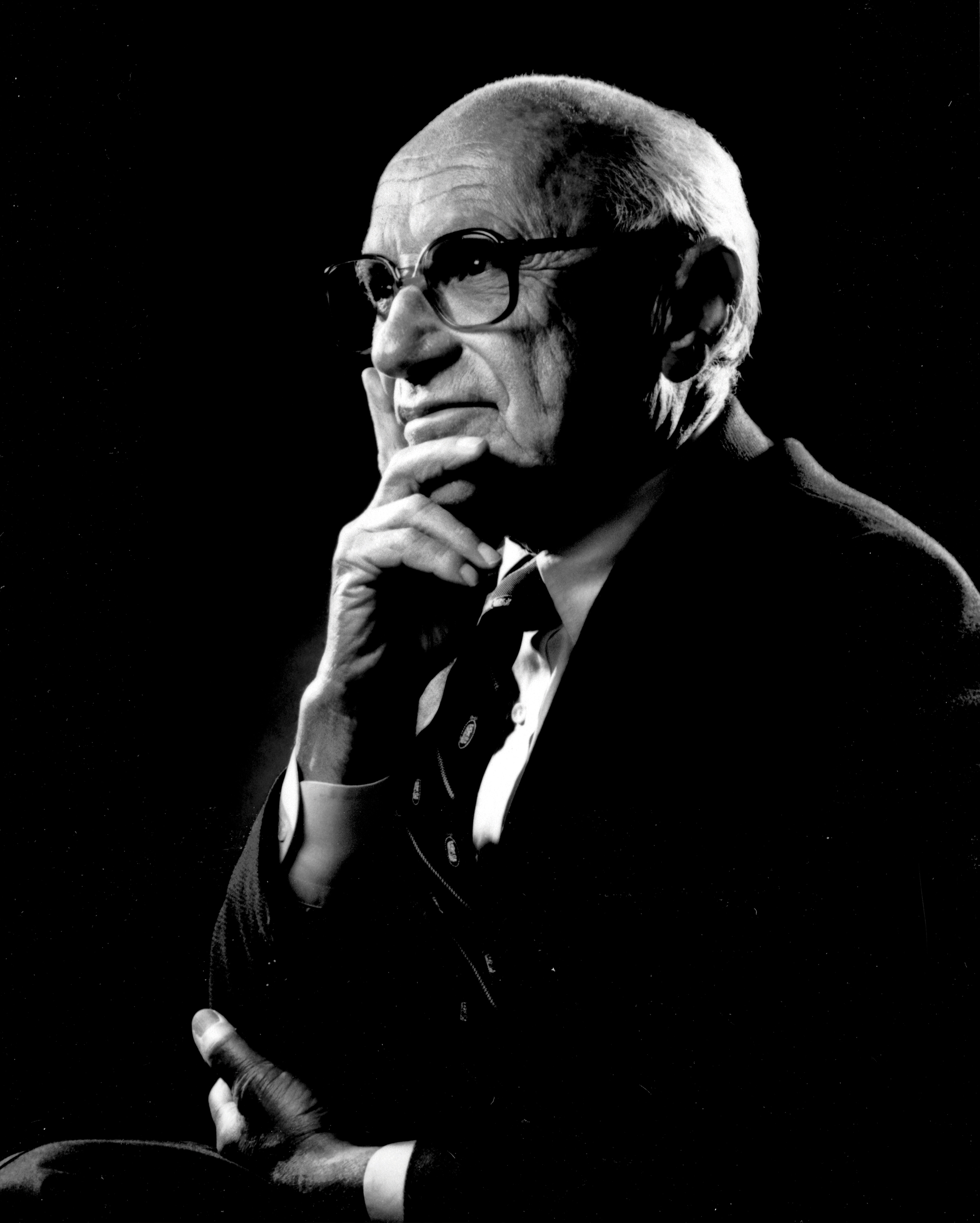
Milton Friedman.

Milton Friedman (1912–2006) là một trong những kinh tế gia có ảnh hưởng lớn nhất vào cuối thế kỷ 20. Ông giành giải Nobel kinh tế học năm 1976 vì nhiều đóng góp, trong đó có tác phẩm A Monetary History of the United States (1963, Một lịch sử tiền tệ của nước Mỹ). Friedman cho rằng cuộc đại khủng hoảng là do những chính sách của Cục dự trữ liên bang Mỹ vào những năm 1920, và trở nên tồi tệ hơn vào những năm 1930. Friedman tranh luận rằng chính sách tự do của chính phủ là có ích hơn việc can thiệp vào nền kinh tế. Chính phủ nên nhắm tới một chính sách tiền tệ trung lập hướng đến tăng trưởng kinh tế trong dài hạn, bằng cách mở rộng dần cung tiền. Ông ủng hộ thuyết số lượng tiền tệ, theo đó giá cả chung được quyết định qua lượng cung tiền. Do đó chính sách tiền tệ (chẳng hạn như tín dụng dễ dãi) hay tài khóa (thuế và chi tiêu) tích cực có thể có những hệ quả tiêu cực không mong muốn. Trong tác phẩm Capitalism and Freedom (1967, Chủ nghĩa tự bản và tự do), Friedman viết:
Nhiều khả năng sẽ có độ trễ giữa yêu cầu cần phải hành động và việc chính phủ nhận thức được yêu cầu đó; một độ trễ nữa giữa nhận thức về yêu cầu phải hành động và hành động thực sự; và vẫn còn độ trễ nữa giữa hành động và hiệu quả của nó.

Friedman cũng nổi tiếng với tác phẩm của ông về chức năng của tiêu dùng, học thuyết thu nhập ổn định (1957) là điều mà chính Friedman coi là công trình khoa học xuất sắc nhất của ông. Học thuyết này cho rằng những người tiêu dùng duy lý sẽ chi tiêu một phần những gì họ chờ đợi sẽ nhận được trong thu nhập ổn định của họ. Trong khi những khoản thu bất ngờ sẽ được tiết kiệm. Các khoản giảm thuế là như thế, do những người tiêu dùng duy lý sẽ tiên đoán rằng thuế sẽ tăng sau đó để cân bằng chi tiêu công. Những đóng góp quan trọng khác của ông bao gồm việc phê bình đường cong Phillips và khái niệm tỷ lệ thất nghiệp tự nhiên (1968). Sự phê bình này gắn tên tuổi ông với quan điểm rằng một chính quyền tạo ra lạm phát cao hơn không chắc đã có thể giảm được thất nghiệp một cách ổn định. Thất nghiệp tạm thời có thể giảm xuống, nếu lạm phát là một bất ngờ, nhưng trong dài hạn, thất nghiệp sẽ được xác định bởi những yếu tố khác trên thị trường lao động.

## Thời đại toàn cầu hóa

### Amartya Sen
Amartya Sen (s. năm 1933) là một nhà kinh tế học phát triển và phúc lợi hàng đầu, đã bày tỏ sự hoài nghi nghiêm trọng với sự đúng đắn của các giả định tân cổ điển. Ông đặc biệt chỉ trích lý thuyết về kỳ vọng hợp lý và dành các tác phẩm của mình nghiên cứu về phát triển và nhân quyền. Ông giành giải Nobel kinh tế học năm 1998.

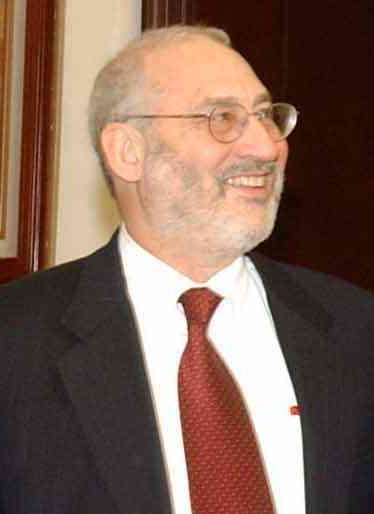
Joseph Stiglitz vừa là một nhà kinh tế thành công, vừa là một tác giả sách bán rất chạy. Ông nói về tác phẩm của mình Making Globalization Work (Khiến toàn cầu hóa hiệu quả) ở đây.

### Joseph E. Stiglitz
Joseph Stiglitz (s. năm 1943) được trao giải Nobel năm 2001 vì công trình của ông trong lĩnh vực kinh tế học thông tin. Ông từng làm chủ tịch Hội đồng cố vấn kinh tế dưới thời Tổng thống Mỹ Bill Clinton và là kinh tế gia trưởng của Ngân hàng Thế giới. Stiglitz đã dạy ở rất nhiều trước đại học danh tiếng, bao gồm Columbia, Stanford, Oxford, Manchester, Yale và MIT. Trong những năm gần đây, ông trở thành một người chỉ trích mạnh mẽ các định chế kinh tế toàn cầu. Ông là một học giả nổi tiếng cả trong giới học thuật lẫn phổ thống. Trong tác phẩm Making Globalization Work (2007, Khiến toàn cầu hóa hiệu quả), ông trình bày quan điểm về những vấn đề kinh tế học quốc tế.
Vấn đề cơ bản với mô hình tân cổ điển và mô hình tương ứng theo hệ thống thị trường xã hội chủ nghĩa là chúng không tính tới hàng loạt vấn đề phát sinh từ sự thiếu vắng thông tin hoàn hảo và những chi phí để có được thông tin, cũng như sự thiếu vắng hay không hoàn hảo trong những rủi ro cơ bản và các thị trường vốn. Sự thiếu hoàn hảo, đến lượt nó, có thể giải thích phần lớn bởi những vấn đề về thông tin.

### Paul Krugman

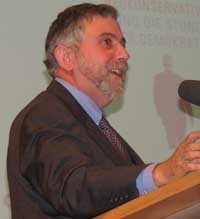
Paul Krugman tại Thư viện quốc gia Đức ở Frankfurt

Paul Krugman (s. năm 1953) là một kinh tế gia đương đại. Cuốn sách giáo khoa do ông viết, International Economics (2007, Kinh tế học quốc tế) nằm trong danh sách cần đọc ở rất nhiều trường đại học. Nổi tiếng là một đại diện của chủ nghĩa cấp tiến, ông giữ mục xã luận về kinh tế mỗi hai tuần bàn thảo về chính sách kinh tế của Mỹ và chính trị Mỹ trên tờ báo New York Times. Ông được trao giải Nobel kinh tế năm 2008 cho công trình của ông về lý thuyết thương mại mới và địa lý kinh tế.

### Kinh tế vĩ mô kể từ hệ thống Bretton Woods
Từ những năm 1970 trở đi, chỉ trích của những người trọng tiền theo kiểu Friedman với kinh tế vĩ mô Keynes là điểm xuất phát hình thành nên nhiều khuynh hướng trong kinh tế học vĩ mô chống lại ý tưởng cho rằng sự can thiệp của chính phủ có thể giúp ổn định nền kinh tế. Robert Lucas chỉ trích quan điểm Keynes vì sự thiếu nhất quán với kinh tế học vi mô. Chỉ trích của Lucas đặt nền tảng cho trường phái kinh tế học vĩ mô tân cổ điển, kinh tế học vĩ mô cổ điển mới dựa trên nền tảng là kinh tế học cổ điển. Lucas cũng phổ quát hóa ý tưởng về kỳ vọng hợp lý, vốn được sử dụng làm nền tảng cho một số học thuyết cổ điển mới như đề xuất chính sách không hiệu quả.
Mô hình tiêu chuẩn cho kinh tế học cổ điển là học thuyết chu kỳ kinh doanh thật, vốn tìm cách giải thích những thăng trầm trong sản lượng và việc làm liên hệ với các biến số thực tế như những thay đổi trong công nghệ và sở thích. Giả định các thị trường là cạnh tranh, học thuyết chu kỳ kinh doanh thật ngụ ý rằng những thăng giáng theo chu kỳ là sự phản ứng tối ưu với sự thay đổi của công nghệ và sở thích, và rằng các chính sách ổn định kinh tế vĩ mô phải làm giảm phúc lợi.
Kinh tế học Keynes có sự trở lại với những nhà kinh tế học chính thống với sự cổ súy cho kinh tế học vĩ mô Keynes mới. Ý tưởng trung tâm của chủ nghĩa Keynes mới dựa trên nền tảng kinh tế học vi mô, xác định sự chênh lệch tối thiểu với các giả định kinh tế học vi mô tiêu chuẩn đã đưa tới các kết luận trong kinh tế học vĩ mô của Kenyes, chẳng hạn như sự ổn định kinh tế vĩ mô sẽ làm lợi đáng kể cho phúc lợi xã hội. Những lập luận về chi phí thực đơn của George Akerlof cho thấy, trong điều kiện cạnh tranh không hoàn hảo, những sai lệch nhỏ trong tính duy lý có thể gây ra sức ì lớn về giá cả.
Các nhà kinh tế học đã kết hợp phương pháp luận của lý thuyết chu kỳ kinh doanh thực tế với những nhân tố thuần túy lý thuyết khác, như sức ì giá cả, với chủ nghĩa Keynes mới và tạo ra học thuyết tân cổ điển mới. Những mô hình cân bằng tổng quát linh động ngẫu nhiên, các hệ thống lớn những phương trình kinh tế vi mô được kết hợp vào những mô hình kinh tế tổng quát, là trung tâm cho hệ thống mới này và hệ thống này chiếm ưu thế trong kinh tế học hiện giờ.